# مراكش
مُرَّاكُش (بالأمازيغية: ⴰⵎⵓⵔⴰⴽⵓⵛ مركش وتعني «مر بسرعة» بلغة المصامدة، وفي تفسير غربي حديث مبتكر من أمورنواكوش بمعنى《أرض الله》) تسمى أيضًا بالمدينة الحمراء وعاصمة النخيل، هي رابع أكبر مدينة في المملكة المغربية من ناحية عدد السكان. وهي عاصمة جهة مراكش آسفي. تقع مراكش على بعد 580 كم (360 ميل) جنوب شرق طنجة، 327 كم (203 ميل) جنوب شرق العاصمة المغربية الرباط، 239 كم (149 ميل) جنوب شرق الدار البيضاء، و246 كم (153 ميل) شمال شرق أكادير.
تأسست المدينة في عام 1062، من قبل أبو بكر بن عمر اللمتوني، زعيم وابن عم ملك المرابطين، يوسف بن تاشفين، عاصمةً للإمبراطورية المرابطية. كانت المدينة واحدة من أربع مدن إمبراطورية في المغرب. في القرن الثاني عشر، بنى المرابطون العديد من المدارس الإسلامية (مدارس قرآنية) والمساجد في مراكش التي تحمل طابعًا أندلسِيًا. وقد أعطت الجدران الحمراء للمدينة، التي بناها علي بن يوسف بن تاشفين في 1122-1123، ومختلف المباني التي شُيدت من الحجر الرملي الأحمر خلال هذه الفترة، المدينة لقب «المدينة الحمراء». نمت مُراكش بسرعة، وترسخت مكانتها كمركز ثقافي ديني وتجاري للمغرب الكبير وأفريقيا جنوب الصحراء الكبرى. ساحة جامع الفنا هي الساحة الأكثر ازدحامًا في أفريقيا.
بعد فترةٍ من التراجع، استطاعت أن تتجاوز مدينة فاس، ولكن في أوائل القرن السادس عشر، أصبحت مراكش مرة أخرى عاصمة المملكة. استعادت المدينة تفوقها في ظل السلاطين السعديين الأثرياء القائم بأمر الله السعدي وأحمد المنصور الذهبي، الذين قاموا بتزيين المدينة بالقصور الفخمة مثل قصر البديع (1578) وترميم العديد من الآثار المدمرة. ابتداءً من القرن السابع عشر، أصبحت المدينة مشهورة بين الحجاج الصوفيين الشرفاء السبعة الذين تم دفنهم فيها. في عام 1912 فترة الحماية الفرنسية بالمغرب أصبح التهامي الكلاوي باشا مراكش وتولى هذا المنصب تقريبًا طوال فترة الحماية حتى استقلال المغرب وإعادة تأسيس النظام الملكي في عام 1956. في عام 2009، أصبحت رئيسة بلدية مراكش فاطمة الزهراء المنصوري ثاني امرأة يتم انتخابها عمدة في المغرب.
تضم مراكش ساحة محصنة قديمة مكتظة بالباعة وأكشاكهم في المدينة القديمة وهي أحد مواقع التراث العالمي لليونسكو. اليوم هي واحدة من المدن الأكثر سياحة في أفريقيا، وتعمل كمركز اقتصادي رئيسي ووجهة سياحية، السياحة مدعومة بقوة من قبل العاهل المغربي الملك محمد السادس، بهدف مضاعفة عدد السياح الذين يزورون المغرب والذين وصلت نسبتهم إلى 20 مليون سائح بحلول عام 2020. على الرغم من الركود الاقتصادي، نمت العقارات والفنادق في مراكش كثيرًا في القرن الحادي والعشرين. تحظى مراكش بشعبيةً كبيرة، خاصةً لدى الأوروبيين، والعديد من المشاهير الأوروبيين يمتلكون ممتلكات في المدينة. تمتلك مراكش أكبر سوق تقليدي في المغرب، حيث يتوفر على حوالي 18 سوقًا لبيع سلعًا تتراوح بين الزربية الأمازيغية التقليدية والإلكترونيات الاستهلاكية الحديثة. وتوظف الحرف التقليدية نسبة كبيرة من السكان، الذين يبيعون منتجاتهم أساسا للسياح.
من الخدمات المتوفرة بمدينة مراكش مطار مراكش المنارة الدولي ومحطة سكة حديد محطة قطار مراكش التي تربط المدينة بالدار البيضاء وشمال المغرب. يوجد في مراكش العديد من الجامعات والمدارس، بما في ذلك جامعة القاضي عياض. وهناك عدد من أندية كرة القدم المغربية، منها نادي النجم المراكشي ونادي الكوكب المراكشي ونادي مولودية مراكش. تستضيف حلبة سباق مراكش سباقات بطولة السيارات العالمية للتجول وسباقات سباق السيارات وسباقات بطولة الفورمولا 2.
بفضل مكانتها التاريخية والسياحية أضحت المدينة الحمراء من بين المدن الدائمة التواجد في تصنيفات أفضل المدن السياحية الواجب زيارتها وفق المواقع العالمية المتخصصة في السياحة والأسفار.

## التسمية
إن كلمة مراكش مكونة من كلمتين مر وكش وتعني بلغة المصامدة مر بسرعة، حيث كانت المنطقة قديما مكمنا للصوص يقول القاضي العباس بن إبراهيم السملالي المراكشي عن أصل تسمية 《مراكش》؛ " وهذا الموضوع كان يسمى بذلك الاسم ومعناه بلغة المصامدة إمش مسرعاً، وكان ذلك الموضع مكمنا للصوص، فكان المارون فيه يقولون لرفقائهم تلك الكلمة فعرف الموضع بها، وضبط هذه الكلمة صاحب كشف الظنون عند ذكر الأجوبة المحبرة عن الأسئلة المحيرة للقاضي عياض بضم الميم وفتح الراء المشددة بعدها ألف وبعد الألف كاف مكسورة تم شين معجمة وتقدم عن تقويم البلدان ". وهو ما سبق وصرح به ابن عذاري المراكشي كذالك.
ويقول صاحب الإستقصا  ؛ " وفي كتاب المعرب إن يوسف بن تاشفين اختط مدينة مراكش بموضع كان يسمى بذلك الاسم ومعناه بلغة المصامدة إمش مسرعاً، وكان ذلك الموضع مكمنا للصوص فكان المارون فيه يقولون لرفقائهم تلك الكلمة فعرف الموضع بها وضبط هذه الكلمة بضم الميم وفتح الراء المشددة بعدها ألف وبعد ألف كاف مكسورة ، ثم شين معجمة ". ونفس الأمر أكده جمع كبير من المؤرخين كالإمام الذهبي  وابن خلكان  إلخ.
أما معهد الثقافة الأمازيغية فقد أوجد العديد من الروايات حول معنى التسمية . والأصل المحتمل الذي قدمه لاسم مراكش هو من كلمة «أموراكش» (الأمازيغية ⴰⵎⵓⵔ ⵏ ⴰⴽⵓⵛ)، التي تعني «أرض الله» . وإستعين بقول المؤرخة سوزان سيرايت، أنه وثِّق اسم المدينة لأول مرة في مخطوطة من القرن الحادي عشر في مكتبة القرويين بفاس، حيث أُعطي لها معنى «بلد أبناء كوش» . تُستخدم الكلمة  الآن في الأمزيغية غالبًا للمؤنث «تَمورت». ونفس الكلمة «مور» تظهر في موريتانيا، مملكة شمال أفريقيا في العصور القديمة، على الرغم من أن الارتباط لا يزال مثيرًا للجدل لأنّ هذا الاسم ربما نشأ من μαύρος مافروس، الكلمة اليونانية القديمة للسود . وما زالت هذه التسمية متداولة لحد الآن في كل اللغات كالفارسية (مراكش) والأسبانية (مارويكوس) والإنجليزية (موروكو) .
ونشير أنه منذ العصور الوسطى وحتى بداية القرن العشرين، كان المغرب الأقصى يُعرف أحيانا ب«مملكة مراكش»، حيث كانت أن مراكش هي إحدى عواصم المغرب التاريخية. اسم المغرب لا يزال حتى يومنا هذا يعرف في الفارسية والأردية «بمراكش»، فضلًا عن العديد من اللغات الأخرى في جنوب آسيا.

## التاريخ

كان يسكن منطقة مراكش مزارعون أمازيغيون من العصر الحجري الحديث، وتم اكتشاف العديد من الأدوات الحجرية في المنطقة. تأسست مراكش في عام 1062 (454 في التقويم الهجري) على يد أبو بكر بن عمر اللمتوني، زعيم وابن عم السلطان المرابطي يوسف بن تاشفين (1061-1106). في عهد السلالة الأمازيغية للمرابطين، بُنيت العديد من المساجد والمدارس الإسلامية (المدارس القرآنية)، ممَّا طور المجتمع ليصبح مركزاً تجارياً للمغرب الكبير وأفريقيا جنوب الصحراء الكبرى. نمت مراكش بسرعة وترسخت كمركز ثقافي وديني، حلت محل أغمات، التي كانت لفترة طويلة عاصمة لإقليم الحوز. قام الحرفيون الأندلسيون من قرطبة وإشبيلية ببناء وتزيين العديد من القصور في المدينة، مما طور الطراز الأموي الذي يتميز بقباب منحوتة وأقواس محفورة. اندمج هذا التأثير الأندلسي مع تصاميم من الصحراء وغرب أفريقيا، مما خلق أسلوبًا فريدًا من العمارة التي تم تكييفها بالكامل مع بيئة مراكش. أكمل يوسف بن تاشفين أول مسجد في المدينة (مسجد ابن يوسف، الذي سُمي على اسمه)، وبنى المنازل، وسك العملات المعدنية، وجلب الذهب والفضة إلى المدينة في قوافل. أصبحت المدينة عاصمة الدولة المرابطية، التي تمتد من شواطئ السنغال إلى وسط إسبانيا ومن ساحل المحيط الأطلسي إلى الجزائر العاصمة.

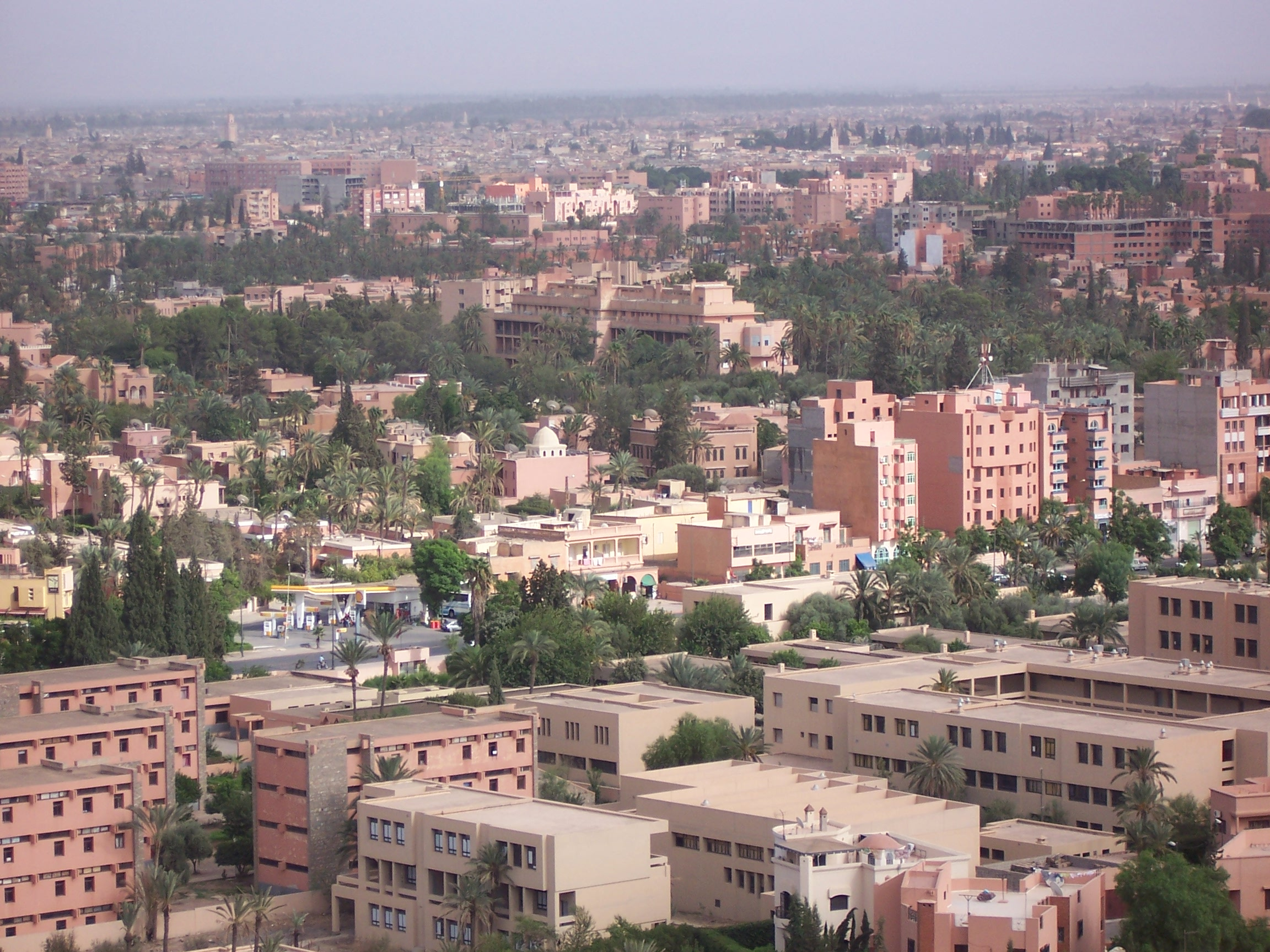
جانب من المدينة

بعد استتباب الأمر للموحدين عقب دخولهم المدينة سنة 1147م، واتخذوها عاصمة لحكمهم. وأنجزوا بها عدة معالم تاريخية لازالت تُشكّل مفخرة عصرهم كصومعة الكتبية بمسجديها، الأسوار، الأبواب والحدائق إضافة إلى قنطرة على وادي تانسيفت ظلت تستعمل حتى عهد قريب. هكذا عرفت مراكش تحت حكم الموحدين إشعاعاً كبيراً جعل منها مركزاً ثقافياً واقتصادياً وسياسياً لا نظير له في الغرب الإسلامي.

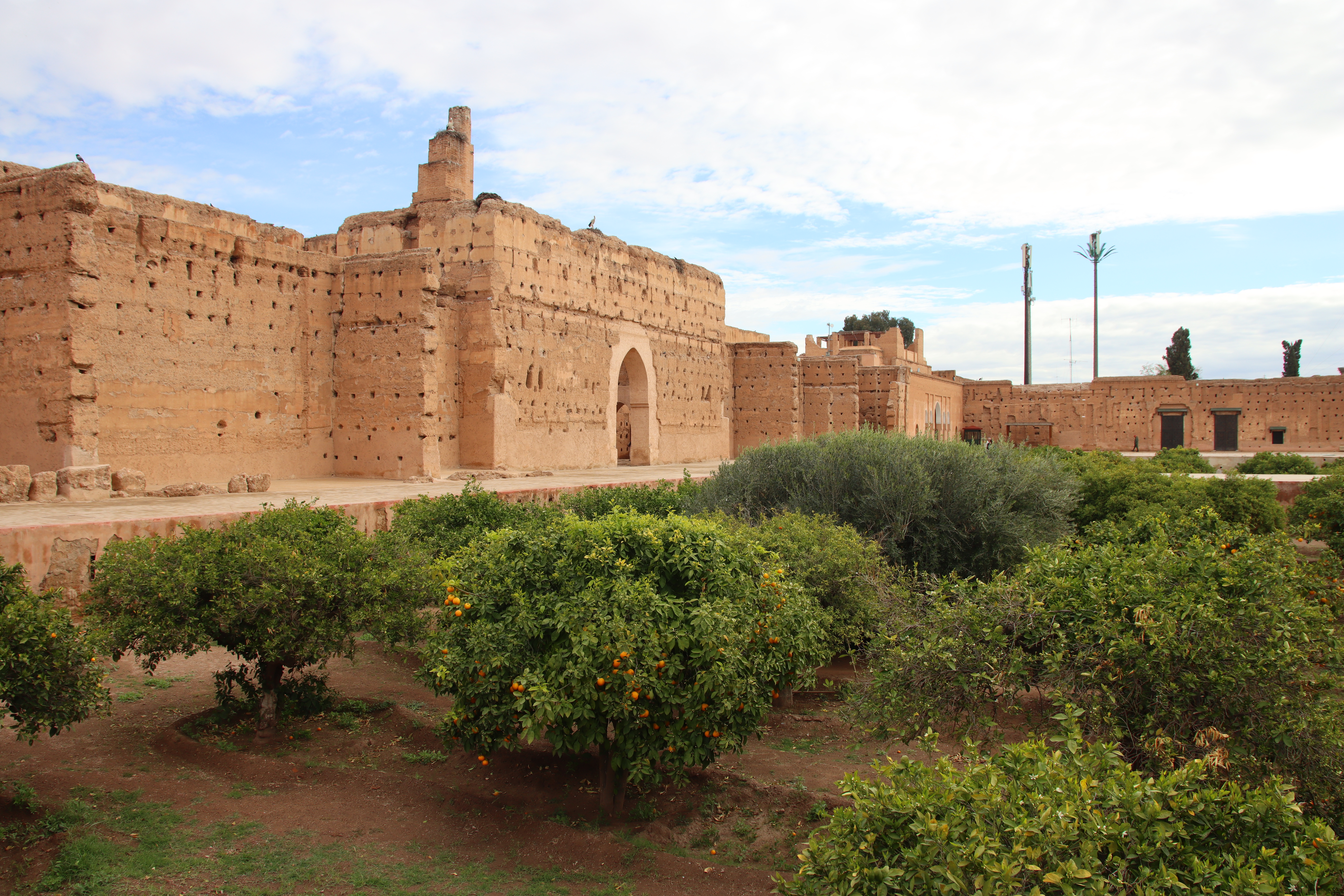
قصر البديع

أمام ضعف الموحدين استولى المرينيون القادمون من الشرق سنة 1269م على المدينة غير أنهم اتخذوا من فاس عاصمة لهم لقرب هذه الأخيرة من موطنهم الأصلي مما أدى إلى تراجع مدينة مراكش وتحولها لمركز ثانوي. في سنة 1551م استعادت المدينة مكانتها كعاصمة للسعديين (1589م –1659م). فعلى عهدهم تم تشييد بنايات ومنشآت جديدة أهمها قصر البديع ومجمع المواسين ومدرسة ابن يوسف وقبور السعديين وعدد من السقايات.
تحت حكم العلويين، قام المولى رشيد بترميم مسجد بن صالح المريني، غير أن خلفه المولى إسماعيل ولكن أولى كل اهتمامه بعاصمة حكمه الجديدة مكناس. وقد عمل السلطان سيدي محمد على إعادة مراكش إلى مكانتها وذلك من خلال إنشاء أحياء ومعالم جديدة. ويمكن القول أن مراكش اتخدت شكلها النهائي ابتداءً من فترة حكم هذا السلطان إذ اقتصرت المراحل القادمة على ترميم ما تم إنجازه منذ العصر الوسيط.

## الجغرافيا

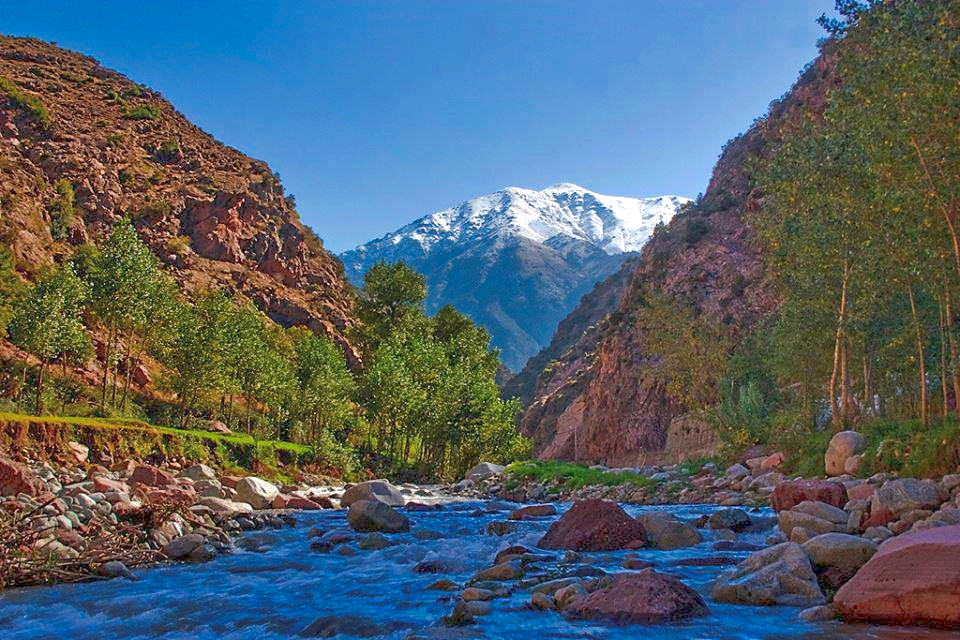
وادي نهر أوريكا

برًا، تبعد مراكش 580 كيلومتر (360 ميل) جنوب غرب طنجة، 327 كيلومتر (203 ميل) جنوب غرب العاصمة المغربية الرباط، 239 كيلومتر (149 ميل) جنوب غرب العاصمة الاقتصادية الدار البيضاء، 196 كيلومتر (122 ميل) جنوب غرب بني ملال، 177 كيلومترا (110 ميل) شرق الصويرة، و 246 كيلومترا (153 ميل) شمال شرق أكادير. توسعت المدينة شمالاً من وسط المدينة القديم وضواحي مثل الداوديات وديور المساكين وسيدي عبّاد وصقر وامرشيش، إلى الجنوب الشرقي سيدي يوسف ابن علي، إلى الغرب مع ماسرة وترجة، وجنوب غرب محاميد خارج المطار. على الطريق P2017 المؤدي جنوبًا من المدينة للقرى كبيرة مثل دوار لهنا، وتواجانا، لكواسم، ولاهيبيتشات. والذي يؤدي من خلال الصحراء إلى مدينة تحناوت المتواجد على حافة الأطلس الكبير، أعلى سلسلة جبلية في شمال أفريقيا. يبلغ متوسط ارتفاع الأطلس الكبير المغطى بالثلوج فوق 3000 متر (9,800 قدم). وهي تتألف أساسا من الحجر الجيري الجوراسي. تمتد سلسلة الجبال على طول ساحل المحيط الأطلسي، ثم ترتفع إلى الشرق من أكادير وتمتد شمال شرق الجزائر قبل أن تختفي في تونس .

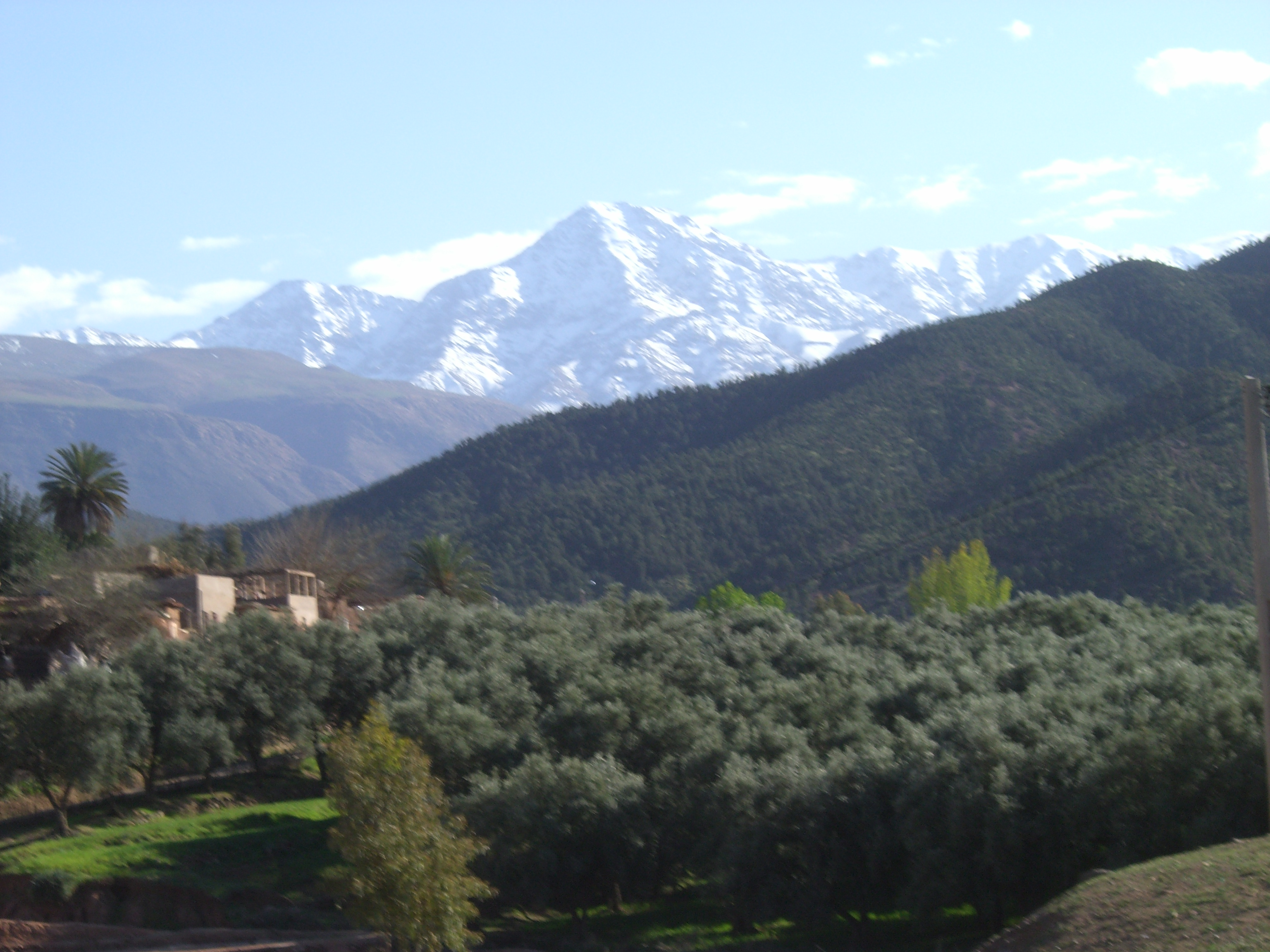
تحيط جبال الأطلس الشاهقة بالمدينة

يقع نهر الأوريكا على بعد 30 كلم جنوبي مراكش ويمكن رؤية جبل ياغور المكلل بالثلوج جنوب المدينة. وكان المغامر الأميركي دافيد بريسكوت بارووز قد وصف مراكش بلقب «المدينة الأغرب» عندما كان يشرح عن طبيعتها حيث قال: 
| مراكش | تقع المدينة حوالي الـ15 أو 20 ميلاً بعيداً عن حافة جبال الأطلس التي تبدو من هنا بأكبر ارتفاع لها وحيث مشهد الجبال رائع. عبر هواء الصحراء الصافي يمكن للعين أن تتلمس الملامح الوعرة للسلسلة من الشمال والشرق، حيث ثلج الشتاء يغطيها بالبياض والسماء الفيروزية تشكل إطاراً للصخور الرمادية والقمم اللامعة صاحبة الجمال الذي لا مثيل له | مراكش |

.
تتوفر مراكش على 130,000 هكتار من المساحات الخضراء وأكثر من 180,000 شجرة النخيل في بستان النخيل بمراكش، تعتبر المدينة واحة من النباتات الغنية متنوعة. طوال فصول السنة، توجد في حديقة أكدال وحديقة المنارة وغيرها من الحدائق في المدينة أشجار البرتقال والتين والرمان والزيتون بمختلف عطورها والوانها وفواكهها . تتميز حدائق المدينة بالعديد من النباتات المحلية إلى جانب الأنواع الأخرى التي تم استيرادها على مر القرون، بما في ذلك الخيزران العملاق واليوكاس والبردي وأشجار النخيل وأشجار الموز والسرو وشجرة الحب وشجيرات الورد والبوغَنْڤيليا والصنوبر وأنواع مختلفة من نباتات الصبار.

### المناخ
تتمتع مراكش بمناخ شبه جاف حيث الشتاء معتدل ورطب والصيف جاف وحار، معدل الحرارة في المدينة يبلغ 28-48 درجة مئوية صيفاً و12 درجة مئوية شتاءً، ويماثل نمط ترسب مياه الأمطار شتاءً في مراكش باقي مناطق البحر الأبيض المتوسط، لكن بمعدلات أمطار أقل من نظيرتها المتوسطية.
جدول يبين معدل درجة الحرارة بمراكش خلال أشهر السنة:
| البيانات المناخية لـمدينة مراكش المغربية (مطار مراكش المنارة الدولي) 1961–1990، المتطرفات من 1900 للحاضر                                                                          | البيانات المناخية لـمدينة مراكش المغربية (مطار مراكش المنارة الدولي) 1961–1990، المتطرفات من 1900 للحاضر | البيانات المناخية لـمدينة مراكش المغربية (مطار مراكش المنارة الدولي) 1961–1990، المتطرفات من 1900 للحاضر | البيانات المناخية لـمدينة مراكش المغربية (مطار مراكش المنارة الدولي) 1961–1990، المتطرفات من 1900 للحاضر | البيانات المناخية لـمدينة مراكش المغربية (مطار مراكش المنارة الدولي) 1961–1990، المتطرفات من 1900 للحاضر | البيانات المناخية لـمدينة مراكش المغربية (مطار مراكش المنارة الدولي) 1961–1990، المتطرفات من 1900 للحاضر | البيانات المناخية لـمدينة مراكش المغربية (مطار مراكش المنارة الدولي) 1961–1990، المتطرفات من 1900 للحاضر | البيانات المناخية لـمدينة مراكش المغربية (مطار مراكش المنارة الدولي) 1961–1990، المتطرفات من 1900 للحاضر | البيانات المناخية لـمدينة مراكش المغربية (مطار مراكش المنارة الدولي) 1961–1990، المتطرفات من 1900 للحاضر | البيانات المناخية لـمدينة مراكش المغربية (مطار مراكش المنارة الدولي) 1961–1990، المتطرفات من 1900 للحاضر | البيانات المناخية لـمدينة مراكش المغربية (مطار مراكش المنارة الدولي) 1961–1990، المتطرفات من 1900 للحاضر | البيانات المناخية لـمدينة مراكش المغربية (مطار مراكش المنارة الدولي) 1961–1990، المتطرفات من 1900 للحاضر | البيانات المناخية لـمدينة مراكش المغربية (مطار مراكش المنارة الدولي) 1961–1990، المتطرفات من 1900 للحاضر | البيانات المناخية لـمدينة مراكش المغربية (مطار مراكش المنارة الدولي) 1961–1990، المتطرفات من 1900 للحاضر |
| الشهر | يناير | فبراير                                                                                                   | مارس | أبريل | مايو | يونيو | يوليو | أغسطس | سبتمبر                                                                                                   | أكتوبر                                                                                                   | نوفمبر                                                                                                   | ديسمبر                                                                                                   | المعدل السنوي                                                                                            |
| --- | --- | --- | --- | --- | --- | --- | --- | --- | --- | --- | --- | --- | --- |
| الدرجة القصوى °م (°ف) | 30.1 (86.2)                                                                                              | 34.3 (93.7)                                                                                              | 37.0 (98.6)                                                                                              | 39.6 (103.3)                                                                                             | 44.4 (111.9)                                                                                             | 46.9 (116.4)                                                                                             | 49.6 (121.3)                                                                                             | 48.6 (119.5)                                                                                             | 44.8 (112.6)                                                                                             | 38.7 (101.7)                                                                                             | 35.2 (95.4)                                                                                              | 30.0 (86.0)                                                                                              | 49.6 (121.3)                                                                                             |
| متوسط درجة الحرارة الكبرى °م (°ف) | 18.4 (65.1)                                                                                              | 19.9 (67.8)                                                                                              | 22.3 (72.1)                                                                                              | 23.7 (74.7)                                                                                              | 27.5 (81.5)                                                                                              | 31.3 (88.3)                                                                                              | 36.8 (98.2)                                                                                              | 36.5 (97.7)                                                                                              | 32.5 (90.5)                                                                                              | 27.5 (81.5)                                                                                              | 22.2 (72.0)                                                                                              | 18.7 (65.7)                                                                                              | 26.4 (79.5)                                                                                              |
| المتوسط اليومي °م (°ف) | 12.2 (54.0)                                                                                              | 13.8 (56.8)                                                                                              | 15.8 (60.4)                                                                                              | 17.3 (63.1)                                                                                              | 20.6 (69.1)                                                                                              | 23.8 (74.8)                                                                                              | 28.3 (82.9)                                                                                              | 28.3 (82.9)                                                                                              | 25.3 (77.5)                                                                                              | 21.1 (70.0)                                                                                              | 16.3 (61.3)                                                                                              | 12.6 (54.7)                                                                                              | 19.6 (67.3)                                                                                              |
| متوسط درجة الحرارة الصغرى °م (°ف) | 5.9 (42.6)                                                                                               | 7.6 (45.7)                                                                                               | 9.4 (48.9)                                                                                               | 11.0 (51.8)                                                                                              | 13.8 (56.8)                                                                                              | 16.3 (61.3)                                                                                              | 19.9 (67.8)                                                                                              | 20.1 (68.2)                                                                                              | 18.2 (64.8)                                                                                              | 14.7 (58.5)                                                                                              | 10.4 (50.7)                                                                                              | 6.5 (43.7)                                                                                               | 12.8 (55.0)                                                                                              |
| أدنى درجة حرارة °م (°ف) | −2.3 (27.9)                                                                                              | −3.0 (26.6)                                                                                              | 0.4 (32.7)                                                                                               | 2.8 (37.0)                                                                                               | 6.8 (44.2)                                                                                               | 9.0 (48.2)                                                                                               | 10.4 (50.7)                                                                                              | 6.0 (42.8)                                                                                               | 10.0 (50.0)                                                                                              | 1.1 (34.0)                                                                                               | 0.0 (32.0)                                                                                               | −1.6 (29.1)                                                                                              | −3.0 (26.6)                                                                                              |
| الهطول مم (إنش) | 32.2 (1.27)                                                                                              | 37.9 (1.49)                                                                                              | 37.8 (1.49)                                                                                              | 38.8 (1.53)                                                                                              | 23.7 (0.93)                                                                                              | 4.5 (0.18)                                                                                               | 1.2 (0.05)                                                                                               | 3.4 (0.13)                                                                                               | 5.9 (0.23)                                                                                               | 23.9 (0.94)                                                                                              | 40.6 (1.60)                                                                                              | 31.4 (1.24)                                                                                              | 281.3 (11.07)                                                                                            |
| متوسط أيام هطول الأمطار | 7.6 | 6.8 | 7.5 | 7.7 | 4.8 | 1.2 | 0.6 | 1.2 | 2.8 | 5.5 | 6.6 | 6.5 | 58.8 |
| متوسط الرطوبة النسبية (%) | 65 | 66 | 61 | 60 | 58 | 55 | 47 | 47 | 52 | 59 | 62 | 65 | 58 |
| ساعات سطوع الشمس الشهرية | 220.6 | 209.4 | 247.5 | 254.5 | 287.2 | 314.5 | 335.2 | 316.2 | 263.6 | 245.3 | 214.1 | 220.6 | 3٬128٫7                                                                                                  |
| المصدر #1: الإدارة الوطنية للمحيطات والغلاف الجوي | | | | | | | | | | | | | |
| المصدر #2: الأرصاد الجوية الألمانية (مستويات عالية قياسية لفبراير وأبريل ومايو وسبتامبر ونوفمبر، الرطوبة), Meteo Climat (مستويات عالية ومنخفضة قياسيتان ليوينو ويوليو وأغسطس فقط) | | | | | | | | | | | | | |

## التركيبة السكانية
وفقًا لاحصائيات سنة 2014، بلغ عدد سكان مراكش 928.850 نسمة مقابل 843.575 نسمة في عام 2004. وكان عدد الأسر في عام 2014، بلغ عدد الأسر المعيشية 217.245 أسرة مقابل 173603 أسرة في عام 2004.

### التقسيمات الإدارية

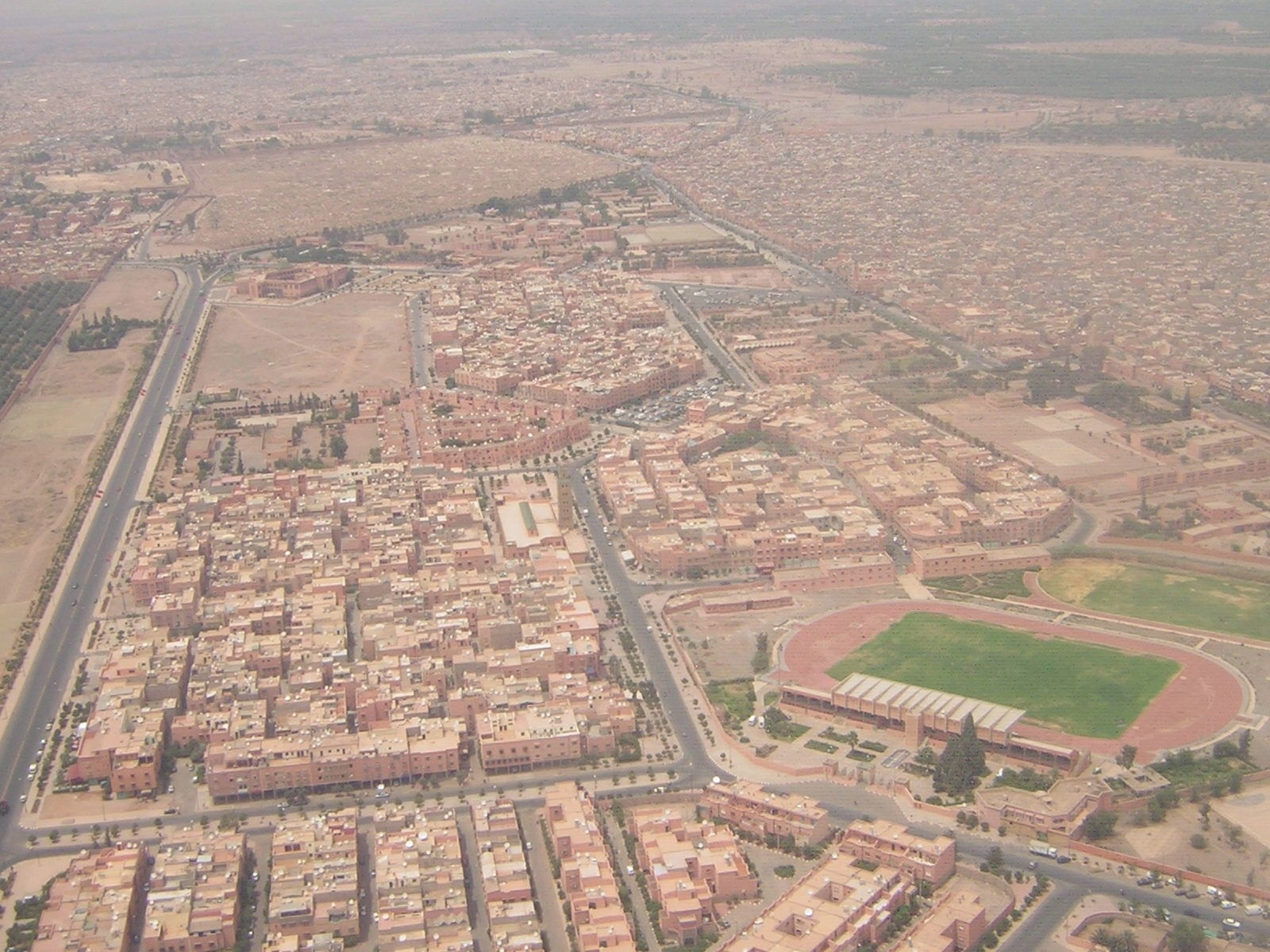
حي سيدي يوسف بن علي المراكشي.

على مر السنين تم تغيير تقسيم مراكش إداريا على حسب عدد السكان و من أجل تسهيل المساطر الإدارية. حاليا المدينة مقسمة إلى خمس مقاطعات:
- مقاطعة المدينة
- مقاطعة كليز
- مقاطعة المنارة
- مقاطعة النخيل
- مقاطعة سيدي يوسف بن علي

### أحياء المدينة
| - سيدي يوسف بن علي - الداوديات - كيليز - دوار العسكر - المدينة - المسيرة - أزلي - حي ايزيكي - سوكوما - الإنارة - أزلي الجنوبي - سيدي مبارك - المحاميد - الحي الصناعي - المشور - القصبة - تاركة - عين ايطي - المسيرة - الآفاق - النخيل |

## اقتصاد

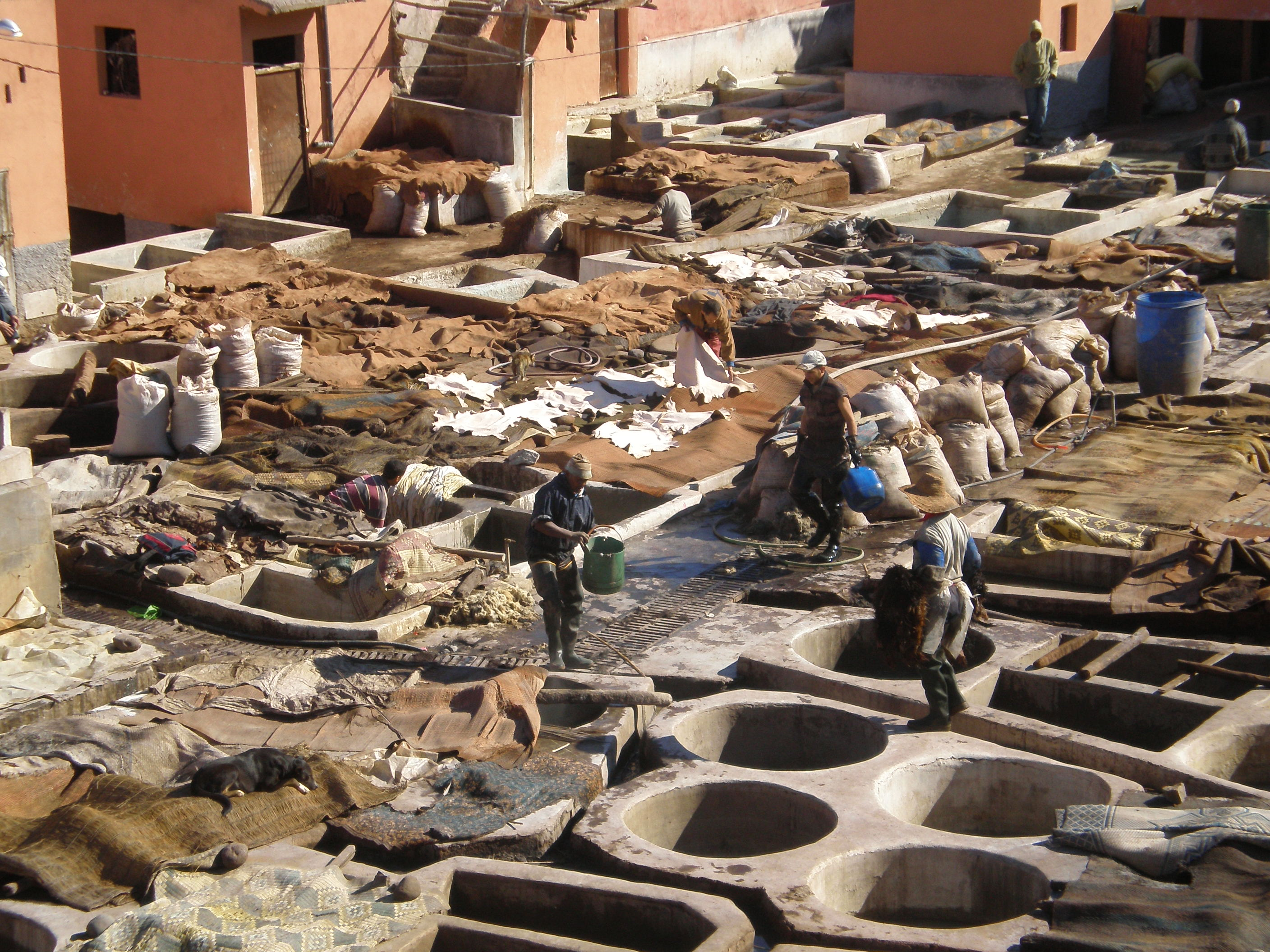
دباغة الجلد وصبغه بالوسائل التقليدية.

تعد مراكش عنصر حيوي لاقتصاد وثقافة المغرب. فالتحسينات على الطرق السريعة بين الدار البيضاء وأكادير ومطار مراكش المنارة أدت إلى زيادة كبيرة في السياحة في المدينة، التي تجذب الآن أكثر من مليوني سائح من مختلف الدول سنوياً. ونظرًا لأهميّة السياحة لاقتصاد المغرب، الملك محمد السادس بن الحسن تعهد بجذب 20 مليون سائح سنوياً إلى المغرب بحلول عام 2020، مُضاعفاً عدد السياح عن عام 2012. والمدينة شعبيّة بالفرنسيين، وقد اشترى العديد من المشاهير الفرنسيين العقارات في المدينة بما في ذلك عمالقة الأزياء إيف سان لوران وجان بول غوتييه.
في التسعينات، كان يعيش في المدينة عدد قليل جداً من الأجانب، ولكن مشاريع التنمية العقارية ارتفعت في خلال السنوات ال 15 الماضية، وبحلول عام 2005 اشترى أكثر من 3,000 من الأجانب عقارات في المدينة، وجذبهم إلى ذلك ثقافتها وأسعار المساكن الرخيصة نسبياً.[بحاجة لمصدر] وقد ذُكِر ذلك في المجلة الأسبوعية الفرنسية لوبوان أن مراكش أصبحت موقف مرغوب فيه لمجموعة الطائرات الأوروبية.

## المعالم

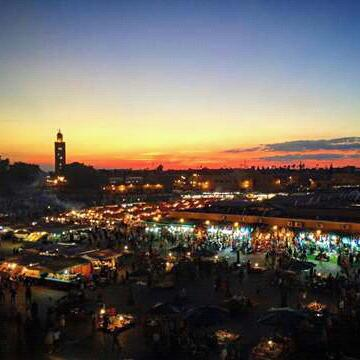
ساحة جامع الفنا ليلا

### جامع الفنا
تُعتبر ساحة جامع الفنا أشهر الساحات المعروفة والمشهورة في أفريقيا وهي مركز نشاط المدينة والتجارة. وهي ساحةٌ مشهورةٌ عالميًا، تُعد جسرًا بين الماضي والحاضر والمكان حيث التقاليد المغربية والتراث الشفوي. وهي تعتبر من مواقع التراث العالمي لليونسكو منذ عام 1985م . جُدّدت الساحة مع جزء كبير من مدينة مراكش، التي تم تمديد جدرانها من قبل أبو يعقوب يوسف بن عبد المؤمن وخاصةً من قبل يعقوب المنصور في سنة 1147-1158. كما تم إصلاح المسجد والقصر والمستشفيات والحدائق المحيطة بحافات الساحة، بالإضافة إلى تحصين القصبة كذلك. تاريخيًا، اسُتخدمت هذه الساحة لقطع رؤوس الناس من قبل الحُكام الذين سعوا للحفاظ على سلطتهم عن طريق تخويف الجمهور. جذبت الساحة السكان من الصحراء والجبال المحيطة للتجارة، وتم رفع الأكشاك في الساحة من أوائل تاريخها. جذبت الساحة التجار، وسحرة الثعابين، والرقص الشلوح من قبيلة أطلس، والموسيقيين الذين يعزفون على المزامير والدف والطبول الأفريقية. قال ريتشارد هاملتون أن الجماع الفنا ذات مرة تفوح منها رائحة خاصة أمزيغية، واليوم تجذب الساحة الناس من خلفيات اجتماعية وعرقية متنوعة والسياح من جميع أنحاء العالم. سحرة الثعابين والبهلوانات والسحرة والصوفيين والموسيقيين ومدربي القردة وباعة الأعشاب ورُواء الحكايات والأساطير وأطباء الأسنان والفنانين في زي القرون الوسطى لايزالون يملؤون الساحة إلى الآن.
وكانت قد عرفت هذه الساحة حدثًا فريدًا أقيم في الفترة ما بين 19 و26 يناير 2025، حيث تمكن الحكاؤون من تسجيل رقم قياسي عالمي لأطول جلسة متواصلة في فن الحكي، وذلك ضمن فعاليات مهرجان مراكش الدولي للحكاية في دورته الثالثة، واستطاع المشاركون تقديم عروض سردية استمرت لمدة 80 ساعة و35 دقيقة دون انقطاع، ليحطموا بذلك الرقم القياسي السابق ويدخلوا موسوعة غينيس للأرقام القياسية.

### الأسواق
مراكش لديها أكبر سوق تقليدي في المغرب وترتبط صورة المدينة ارتباطًا وثيقًا بأسواقها. يقول بول سوليفان عن أسواق مراكش بأنها واجهة جذب رئيسية للتسوق في المدينة: «قرص العسل من الأزقة المرتبطة بشكل معقد في ما بينها، هذا القسم الأساسي من المدينة القديمة هو مدينةً صغيرة في حد ذاتها، تضم عددًا مذهلاً من الأكشاك والمحلات التجارية التي تتراوح بين أكشاكها التي لا تزيد عن خزانة الملابس قزم إلى واجهات المتاجر التي تتحول إلى كهوف علاء الدين المتلألئة بمجرد دخولك .» تاريخيًا كانت أسواق مراكش مقسمة إلى مناطق بيع بالتجزئة لتجارة معينة مثل الجلد، السجاد، والمعادن والفخار. ولا تزال هذه الانقسامات موجودة تقريبًا ولكن مع تداخل كبير. تبيع العديد من الأسواق سلعًا مثل السجاد والبساط، والملابس الإسلامية التقليدية، والحقائب الجلدية، والفوانيس . لا تزال المساومة جزءًا مهمًا جدًا من التجارة في الأسواق .
أحد أكبر أسواق المدينة سوق السمارين، الذي يبيع كل شيء من الصنادل والنعال المرصعة بالجواهر ذات الألوان الزاهية والمقاعد الجلدية إلى المجوهرات والقفطان . يحتوي سوق أبلوح على أكشاك متخصص في الليمون، والفلفل الحار (الهريسة)، الكَبَر، المخللات والزيتون الأخضر والأحمر والأسود، والنعناع، وهو مكون مشترك بالشاي من المشروبات المغربية. وبالمثل، سوق Kchacha متخصصة في الفواكه الجافة والمكسرات، بما في ذلك التمور، والتين، والجوز، والكاجو، والمشمش . سوق الرحبة القديمة يحتوي على أكشاك بيع السلال المنسوجة يدويًا، والعطور الطبيعية، والقبعات المحبوكة، والأوشحة، والقمصان، والجينسينج، والقاطور وجلود الإغوانا. سوق سياغين معروف بمجوهراته، وسوق سماتا المعروف بمجموعته الواسعة من البابوش (حلزون مطهي)و الأحزمة. يتخصص سوق الشراطين في الأدوات الجلدية، ويبيع سوق بلعارف السلع الاستهلاكية الحديثة . سوق الحدادين متخصص في الأدوات الحديدية والفوانيس .
مجمع الصناعة التقليدية هو مجمع تديره الحكومة للفنون والحرف الصغيرة والذي يقدم مجموعة من السلع الجلدية والمنسوجات والسجاد. يتدرب المتدربين الشباب على مجموعة من الحرف اليدوية في ورشة العمل في الجزء الخلفي من هذا السحاة .

### الأسوار والأبواب

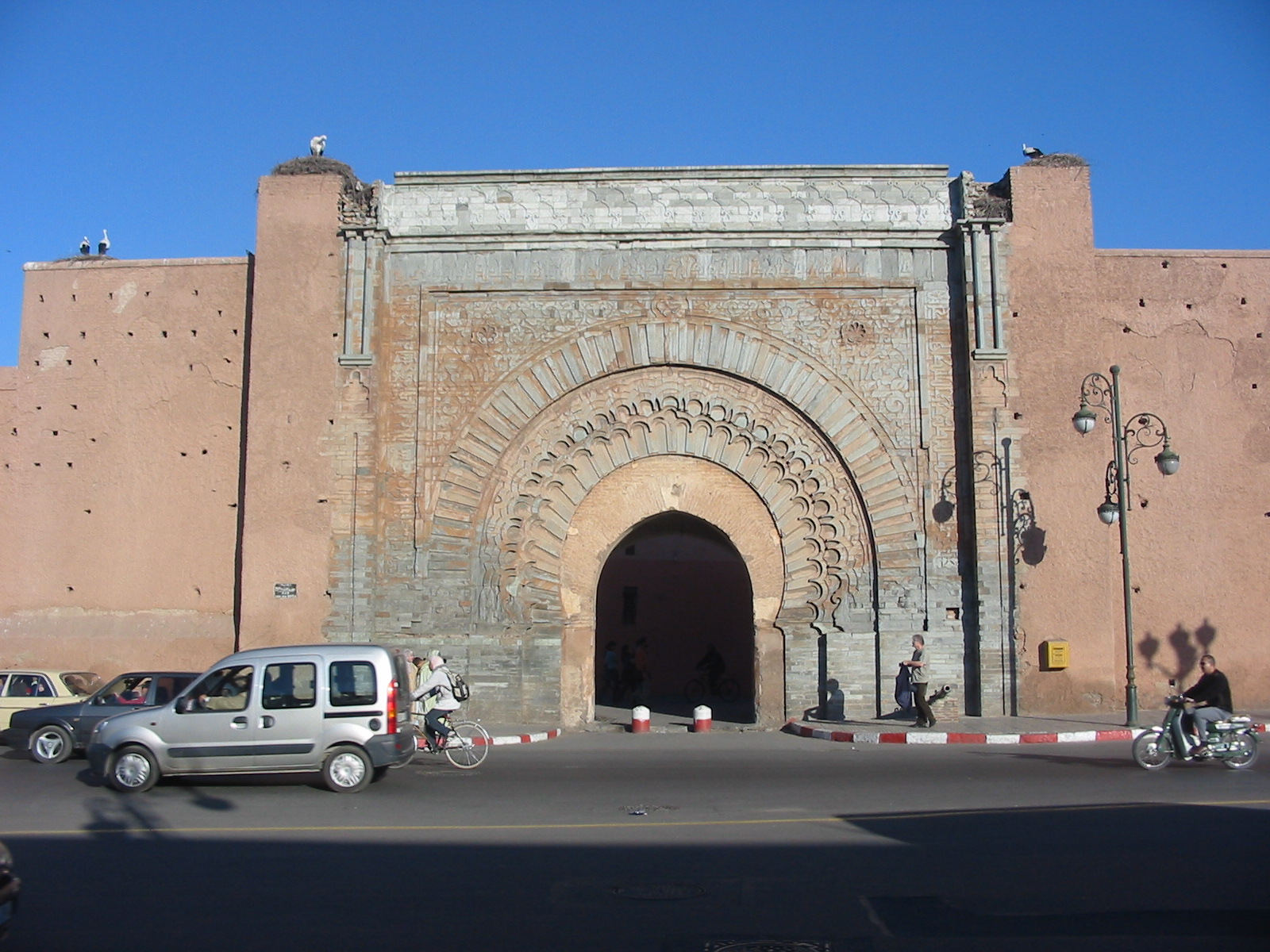
باب أكناو

بُنيت أسوار مراكش، التي تمتد مسافتها 19 كيلومترًا (12 ميل) حول المدينة، من قبل المرابطين في القرن الثاني عشر من أجل تحصيناتٍ وقائيةٍ. ينبت الجدران من طين الأحمر البرتقالي وطباشير مميز، مما يعطي المدينة لقبها باسم «المدينة الحمراء»؛ يصل ارتفاعها إلى 19 قدمًا (5.8 م) ولديها 20 بوابة و 200 برج على طولها .
خلال عهد الموحدون، عمل الخليفة يعقوب المنصور على تقوية نسيج المدينة وتحصيناتها ببناء القصبة التي كانت مقر الحكم أو مدينة المخزن، وذلك على غرار مدن أخرى في الغرب الإسلامي. دعم الموحدون القصبة بعدة أبواب اندثر بعضها ولم يبق منها إلا باب أكناو الذي لازال راصعا قبالة صومعة الجامع، وهو الباب الرئيسي للقصبة الموحدية والذي ينفرد بشكله عن باقي الأبواب من خلال قوسه التام المتجانس الأطراف، وزخرفته الرفيعة.
بابي دكالة واغمات (طالع باب دكالة وباب أغمات).
يعتبر بابي دكالة واغمات من الأبواب الرئيسية التي تتخلل أسوار المدينة العتيقة لمراكش، حيث يتوطن باب دكالة في جهتها الغربية ويؤدي إلى مسجد باب دكالة، بينما يوجد باب أغمات في الجهة الشرقية من المدينة العتيقة منفتحا بذلك على الطريق المؤدية إلى زاوية سيدي بن صالح.
فيما يتعلق بباب دكالة فهو يتشكل من برجين كبيرين يتوسطهما ممر يؤدي إلى قلب المدينة العتيقة، وتعود تسمية هذا الباب بدكالة إلى المجال المجاور للمدينة والذي كانت آنذاك تقطنه الساكنة الموحدية. أما فيما يتعلق بباب أغمات فهو يشكل منافذ أحد الأبراج التي تتخلل الجهة الشرقية لأسوار المدينة .
والأبواب كالآتي:
| - باب أكناو - باب سليم - باب الخميس - باب الجديد - باب دكالة - باب أغمات - باب النقب - باب الرحى - باب القصيبة | - باب الشارية - باب المخزن - باب بريمة - باب تاغزوت - باب الغرازة - باب الفتوح - باب أمين بن محمد المنفلوطي - باب إغلي - باب الرب |

### الحدائق والمتنزهات

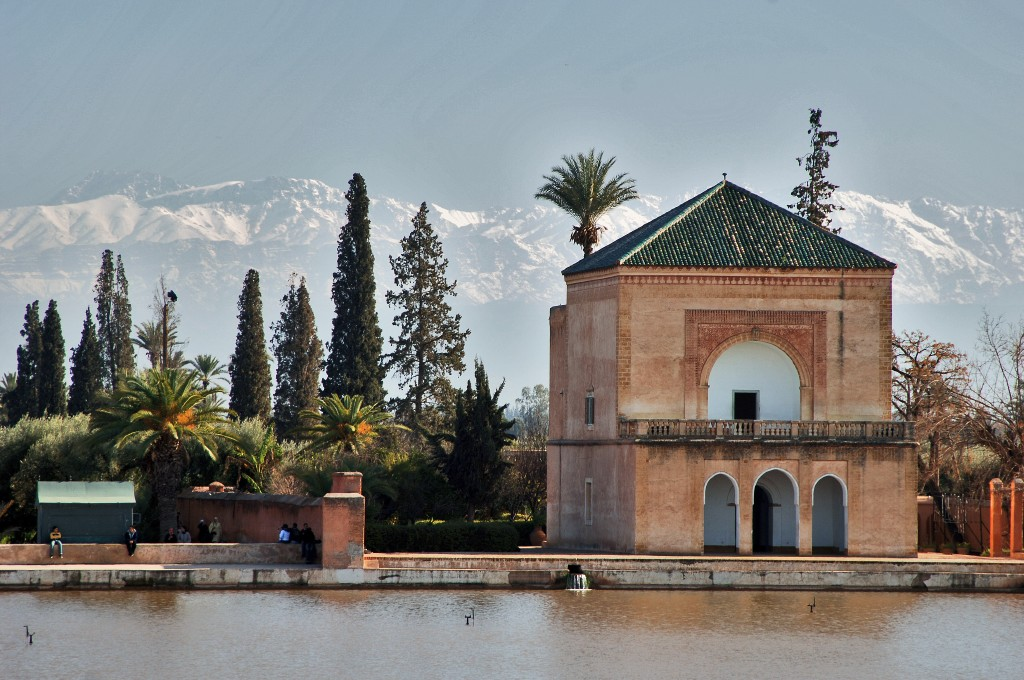
حدائق المنارة.

يعود تاريخ إنشاء حدائق المنارة إلى عصر الموحدين التي كانت عبارة عن تكنة للتدريب الجنود على السباحة، وقد زينُوها بأشجار الزيتون في بداية القرن 12.
تقع حدائق المنارة على بعد حوالي 3 كلم خارج أسوار مدينة مراكش. في عطلة نهاية الأسبوع يحُج العديد من المراكشيين إلى هذه الحدائق لقضاء نزهة. توجد في وسط الحدائق بركة أو خزان المنارة الكبير والمملوء بالماء وعمقه متران ومحيطه 510 أمتار. يصله الماء عبر قنوات من جبال الأطلس المتوسط.

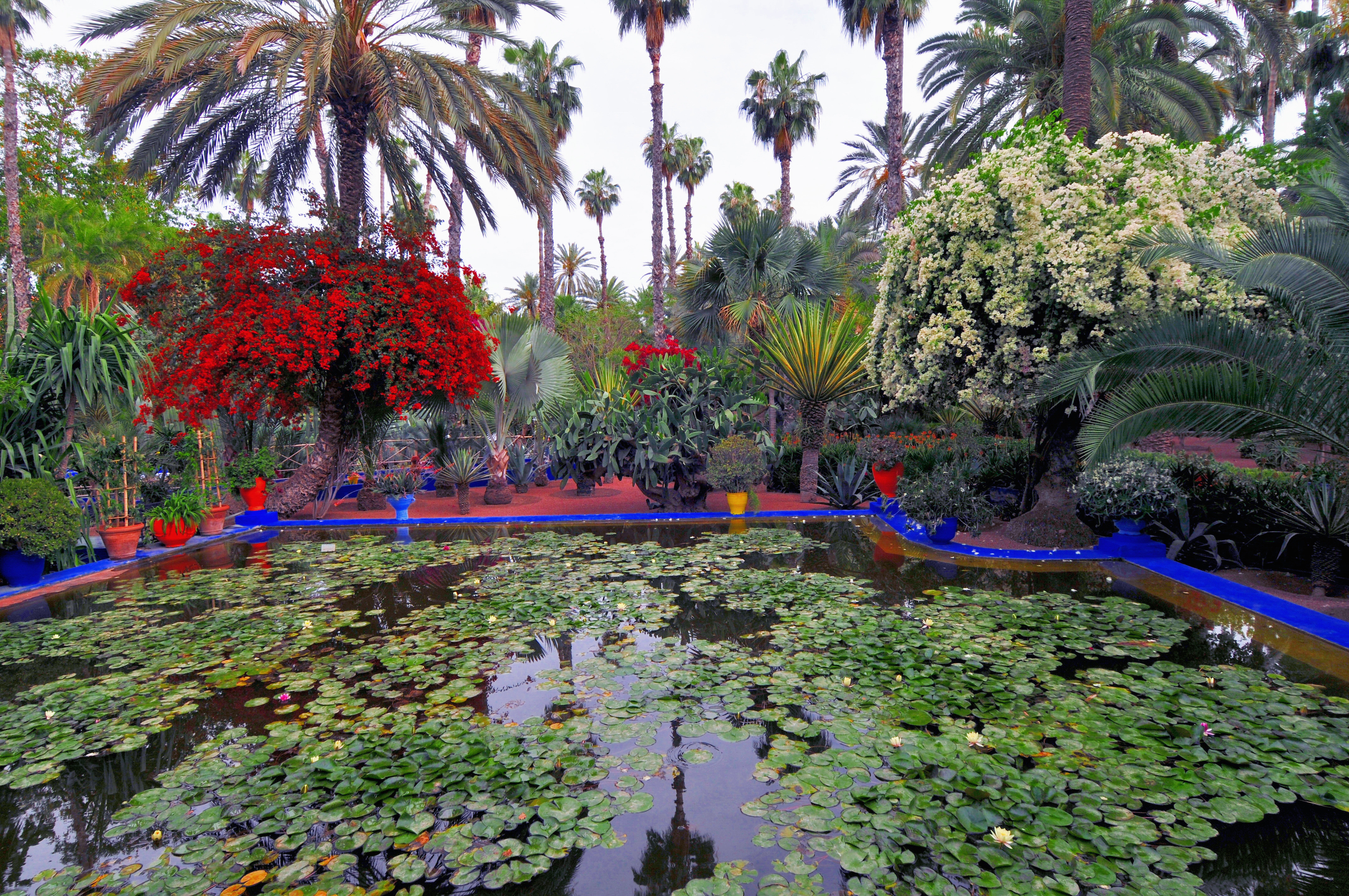
حديقة ماجوريل.

تقع حدائق الماجوريل في مدينة مراكش في كليز. وتسمى الماجوريل نسبة إلى اسم بانيها الرسام الفرنسي جاك ماجوريل الذي بدأ تأسيسها سنة 1924. وفي سنة 1937 أقدم الرسام الفرنسي على صباغة مباني الحديقة بلون أزرق ناصع وهو ما فاجئ سكان المدينة الحمراء حيث تم إطلاق اسم أزرق الماجوريل على هذا المستوى من اللون الأزرق في اللغة الفرنسية نسبة لهذه الحديقة، فيما بعد تعرض الرسام الفرنسي لحادث سير نقل على إثره لفرنسا حيث مات هناك سنة 1967. في سنة 1980 قام مصمم الأزياء العالمي إيف سان لوران والكاتب الفرنسي بيير بيرجي بشراء الحديقة حيث فتحوا جزءًا منها للعموم. وتعد الحديقة حاليا أحد أهم معالم مدينة مراكش السياحية حيث تم تحويل المبنى المحاط بالحديقة إلى متحف للفنون الإسلامية وتحتوي الحديقة على نباتات وأزهار نادرة قادمة من القارات الخمس خصوصا مختلف أنواع نبات الصبار.

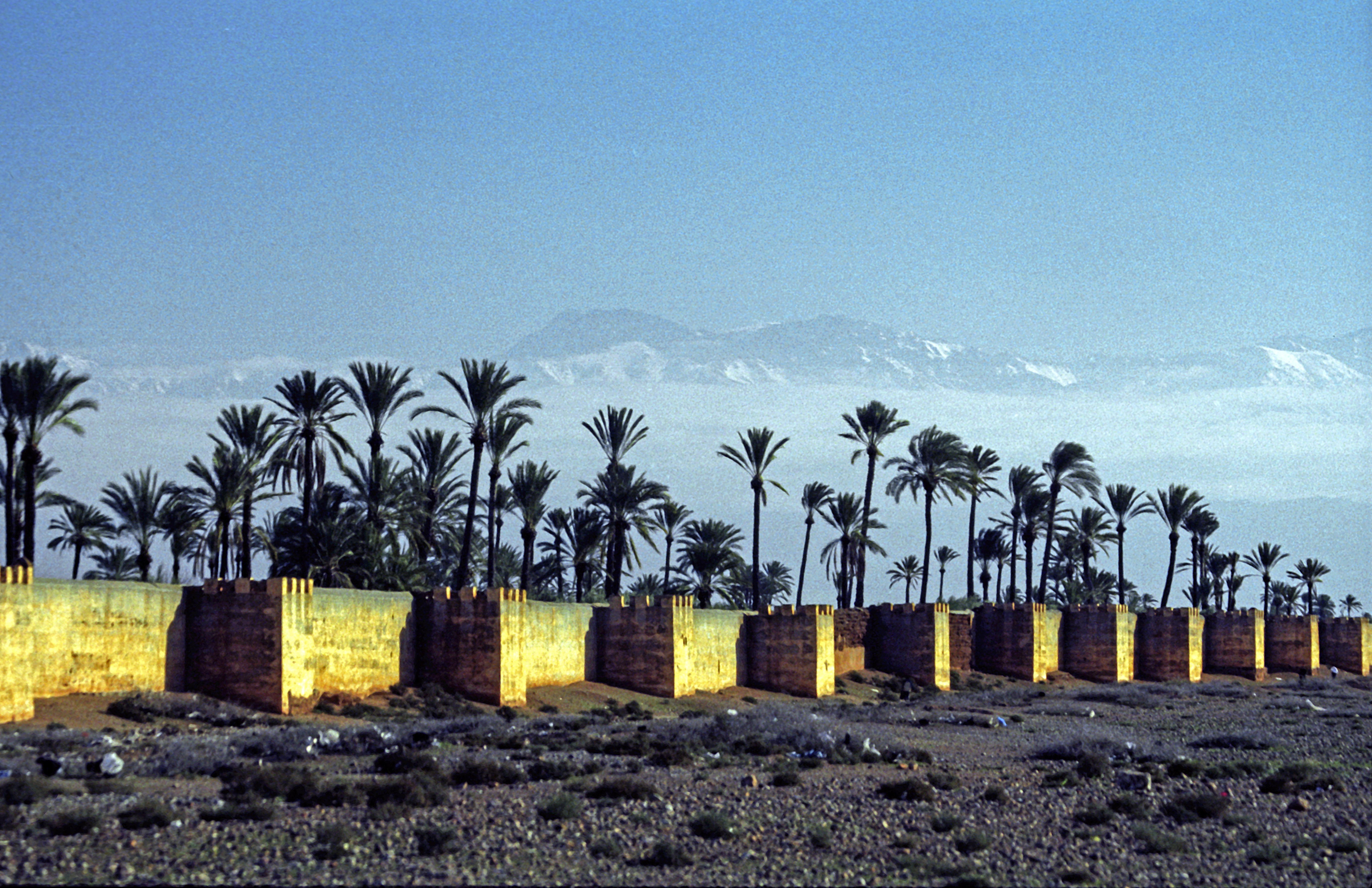
حدائق أكدال

حدائق أكدال أو بساتين أكدال هي منتزه طبيعي على مشارف مراكش بالمغرب. يمكن للزائر أن يجد فيها مئات من أشجار الزيتون والبرتقال والمشمش وغيرها من الأشجار المثمرة. هذه الحدائق تعتبر مكانا مميزا للاستمتاع بالهدوء والاسترخاء، فهي بعيدة عن الضجيج وملاذ حقيقي للفارين من ضوضاء المدينة الحمراء.
تتوفر حدائق أكدال على عشرات الأنواع من الأشجار المثمرة، وهي متاحة للزوار على مساحة تتجاوز 500 هكتار، ما يضفي على الحديقة رونقا خاصا هو استقطابها لمجموعة من الطيور النادرة، فزوارها يستمتعون كثيرا بمراقبة الطيور والإنصات إلى زقزقتها وشدوها الذين يشنفان الآذان. يحار الزائر إذن في التمييز بين حدائق وجنان مدينة البهجة أو التفضيل بينها، فهي أجزاء متناغمة تتجمع لتشكل صورة مدينة لم يثنها التحضر والتعمير عن الحفاظ على ثروتها الخضراء التي لا تقدر بثمن.

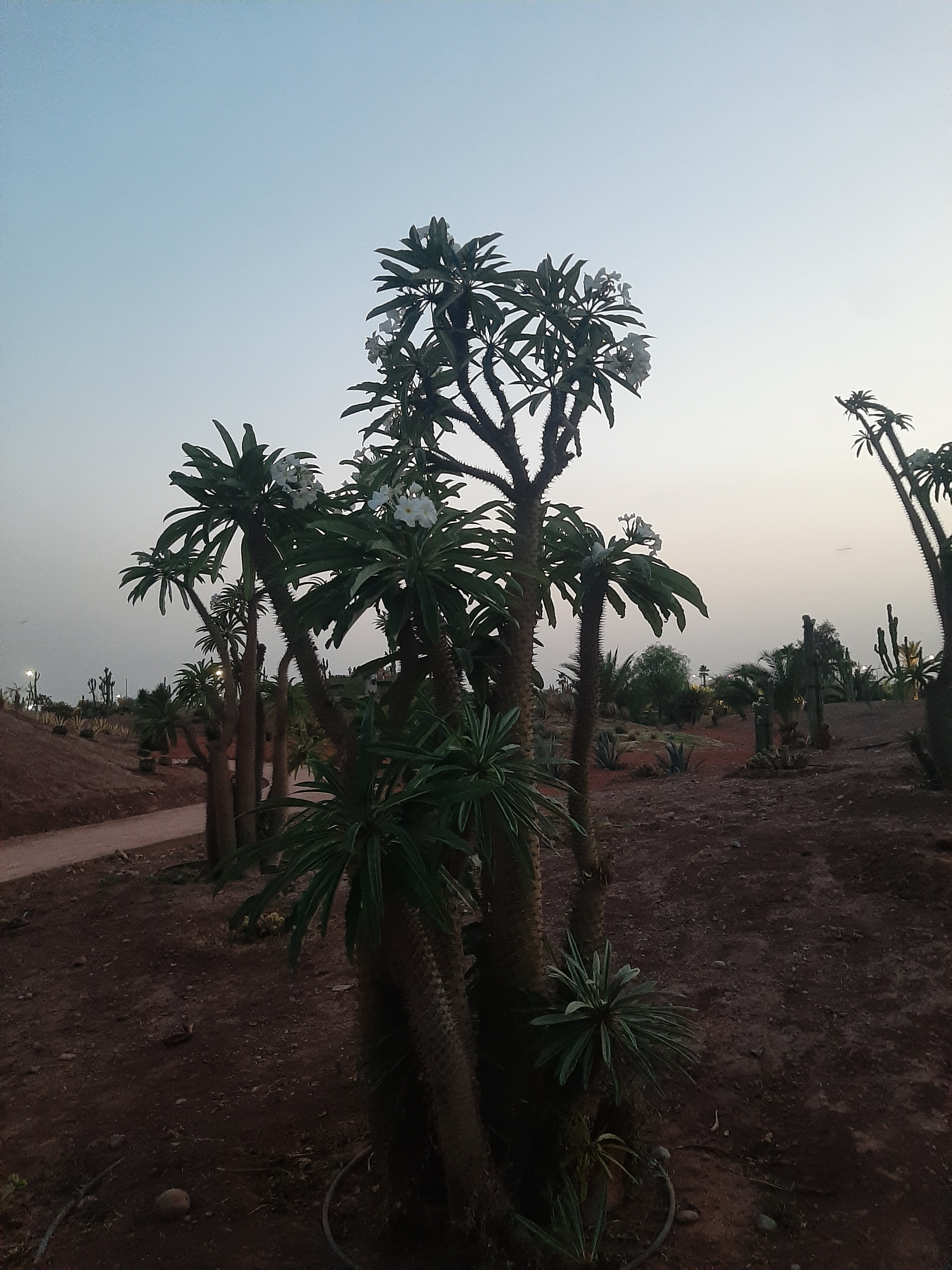
نباتات نادرة بمنتزه مولاي الحسن

عرصة مولاي عبد السلام هي حديقة ثقافية وتاريخية تقع في وسط مدينة مراكش مليئة بالنباتات المتنوعة وأشجار عمرها مئة عام، تعد أول حديقة متصلة كليا بشبكة الإنترنت عالي الصبيب في المغرب.
منتزه مولاي الحسن هو مشروع ايكولوجي يقع على مساحة 17 هكتار تم افتتاحه يوم 8 ماي 2022 ويضم عدة مرافق ملاعب مسرح في الهواء الطلق اكشاك مطاعم، وحديقة فريدة لنباتات الصبار بالإضافة لاشجار الزيتون والنخل وأنواع من الورود كما يتوفر المتنزه على منصة بانورامية لمشاهدة المنظر كاملا تطل على مطار مراكش المنارة.

### القصور

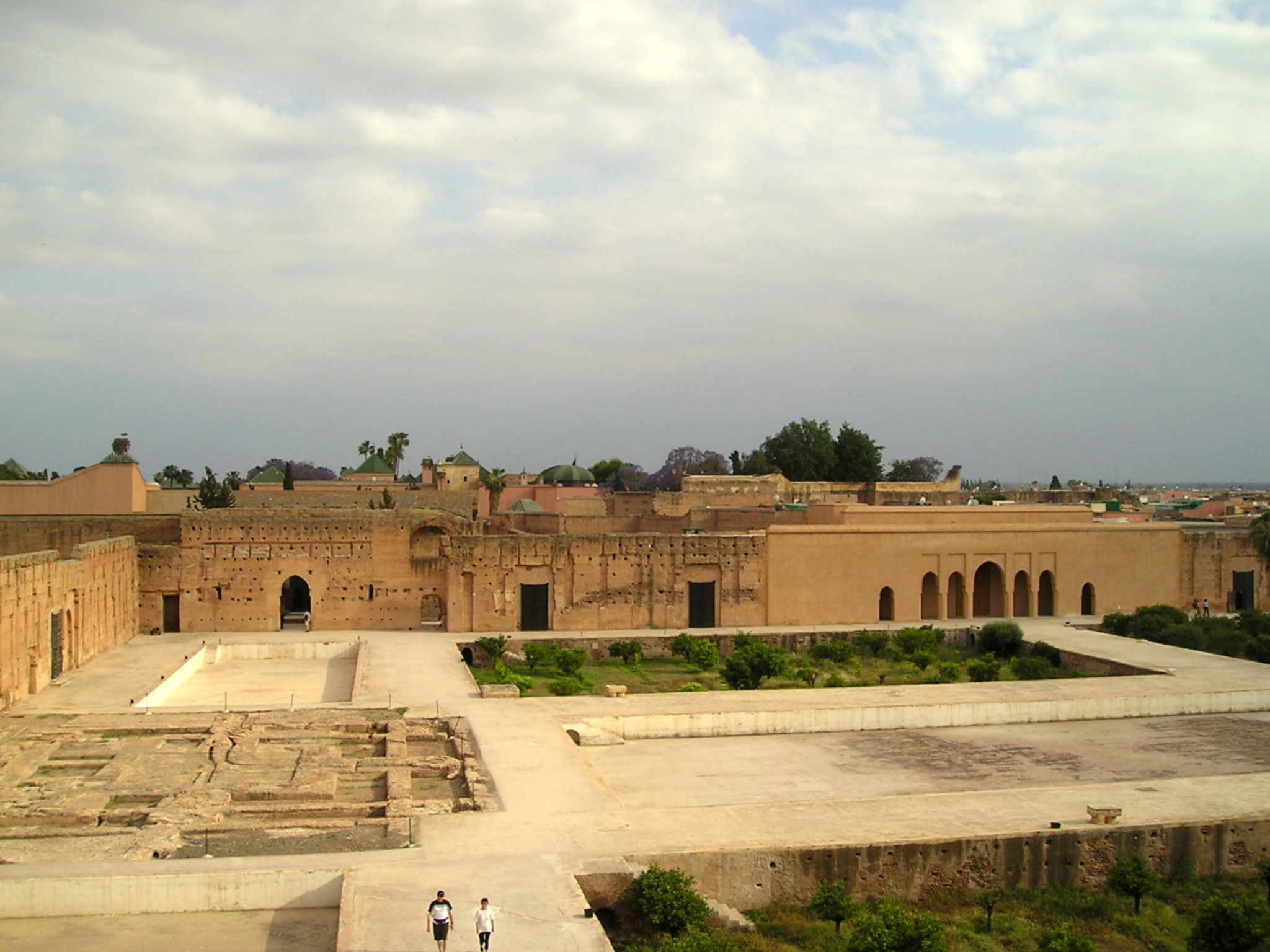
قصر البديع.

تتجلى الثروة التاريخية للمدينة في القصور ورياض وغيرها من المساكن الفخمة. القصور الرئيسية هي قصر البديع، ودار المخزن وقصر الباهية. الرياض (القصور المغربية) شائعة في مراكش. وتتميز هذه الساحات، بناءً على تصميم الفيلا الرومانية، بفناء حديقة مركزية مفتوحة محاطة بجدران عالية. توفر هذه الأبنية لساكنها الخصوصية وكذلك خفض درجة الحرارة داخل المبنى .المباني البارزة داخل المدينة هي رياض أرجانا، رياض أوبري، رياض إنيجة، رياض المزوار، رياض فرانس أنكون، دار موسين، رياض لوتس، رياض الإكسير، رياض لي بوغانفيلييه، رياض دار فندوك، دار شريفة، دار مرزوتو، دار الضمانة، ورياض بنكو بالينو. وتشمل المعالم الأخرى البارزة خارج منطقة المدينة قصر شار باغ، أمانجانا، فيلا مها، دار أحلام، دار الهندد، دار طيدة .

#### قصر البديع
يعتبر قصر البديع من منجزات الملك السعدي أحمد المنصور الذهبي سنة 1578م تزامن بناؤه مع انتصار المغرب على الجيش البرتغالي في معركة وادي المخازن. وتشير المصادر التاريخية إلى ان السلطان قد جلب لبنائه وزخرفته أمهر الصناع والمهندسين المغاربة والأجانب حتى أن بعض المؤرخين والجغرافيين القدامى قد اعتبروه من عجائب الدنيا.
يقع قصر البديع في الجانب الشمالي الشرقي للقصبة، يتميز التصميم العام للمعلمة بتوزيع متناسق للبنايات حول ساحة مستطيلة الشكل . يتوسط هذه الآخيرة صهريج كبير طوله 90 مترا وعرضه 20 مترا وأربعة صهاريج أخرى جانبية تتخللها أربع حدائق. إن أهم ما يميز قصر البديع كثرة الزخارف وتنوع المواد المستعملة كالرخام والتيجان والأعمدة المكسوة بأوراق الذهب والزليج المتعدد الألوان والخشب المنقوش والمصبوغ والجبس. إلا أن هذه المعلمة البديعة تعرضت للهدم سنة 1696م حيث استعمل المولى إسماعيل العناصر المزينة لها لزخرفة بنايات عاصمته الجديدة مكناس.
القبة المرابطية.

#### قصر الباهية

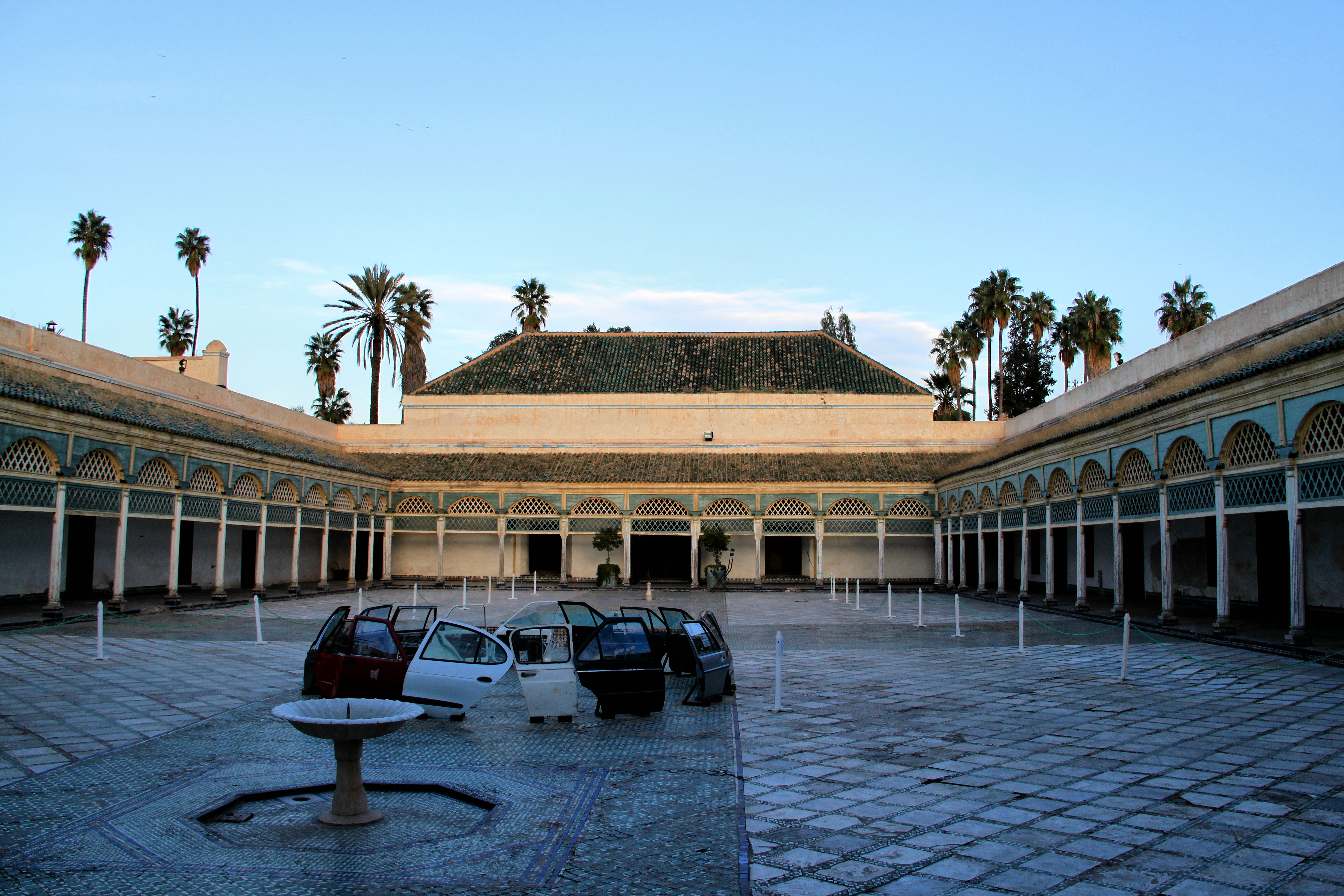
الباحة الخلفية لقصر الباهية.

تقع معلمة قصر الباهية وسط المدينة العتيقة التابعة لبلدية مراكش المدينة. شيدت معلمة قصر الباهية في القرن التاسع عشر عند مدخل المدينة العتيقة لمراكش من طرف أحد أشهر وزراء السلطان مولاي الحسن المعروف بباحماد. ونظرا لشساعته وحجمه الكبير فقد استغرقت الأشغال به مدة طويلة حتى استكمل بناءه ابنه فيما بعد.
يمتد القصر على مساحة هكتارين تقريبا وقد كانت بعض مرافقه معرضة بشكل دائم للعوامل المناخية الأمر الذي أدى إلى تدهورها وتلاشيها بينما حافظ الجانب الأوسط من القصر والمفتوح للزيارة العمومية على حالة جيدة نسبياً، وتتألف مرافق القصر من رياض صغير وصحن صغير وساحة شرفية مساحتها (50م.50م) مرصفة بالرخام تحيط بها أروقة مدعمة بأعمدة خشبية ورياض كبير بناه السي موسى ثم جناح خاص (المنزه).
يفتح قصر الباهية أمام الزوار طيلة أيام الأسبوع من الساعة 8 صباحًا حتى الساعة 5 مساءً مقابل 70 درهما للأجانب و 10 دراهم للمغاربة، بينما تبلغ تذكرة الأطفال الأجانب أقل من 12 سنة إلى 30 درهم مقابل 5 دراهم رمزية للأطفال المغاربة.

### القبة المرابطية

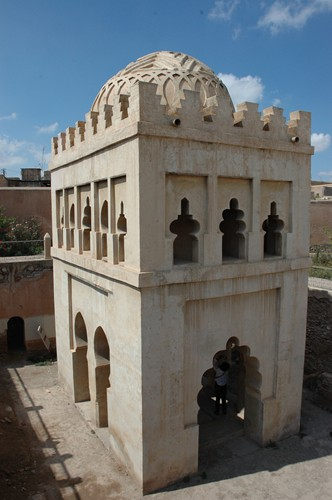
القبة المرابطية بقصر البديع.

تعد الشاهد الحي بمراكش الذي يبرز جمالية الفن المعماري المرابطي. تقع القبة المرابطية بالجهة الجنوبية لساحة بن يوسف بالمدينة القديمة. كشفت الحفريات التي أجريت بقلب المدينة ابتداء من سنة 1948م على إحدى البقايا النادرة للعمارة الدينية المرابطية بمراكش تمثل ملحقة لمسجد علي بن يوسف الذي هدمه الموحدون بعد استيلائهم على المدينة حوالي 1130م. ويعزز هذا الطرح نقيشة غير واضحة تعلو القبة، كشف بعض الباحثين أن الاسم المنقوش عليها هو اسم السلطان علي بن يوسف.
يعتبر تصميم هذه المعلمة من المميزات التي أكسبتها سمة التفرد، حيث برع مشيدوها في إعطائها شكلا مستطيلا، تحمل الواجهات الخارجية للقبة نقوشا غنية تمثل أقواسا وأشكالا تحاكي نجمة سباعية يزين مدخلها من جهتي الشمال والجنوب قوسان مزدوجان على شكل حدوة فرس، ومن جهتي الشمال والشرق قوسان مفصصان.

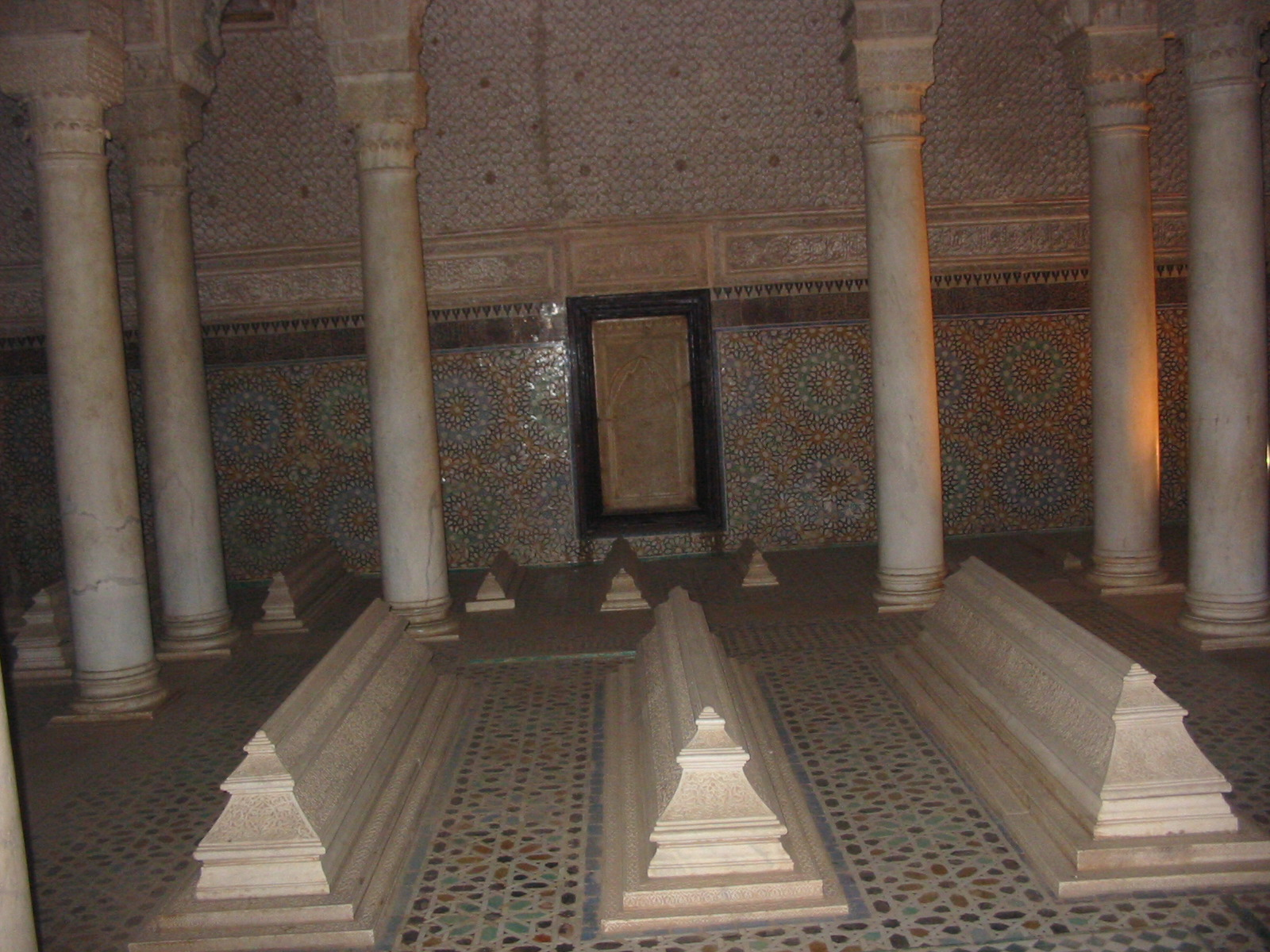
ضريح السعديين

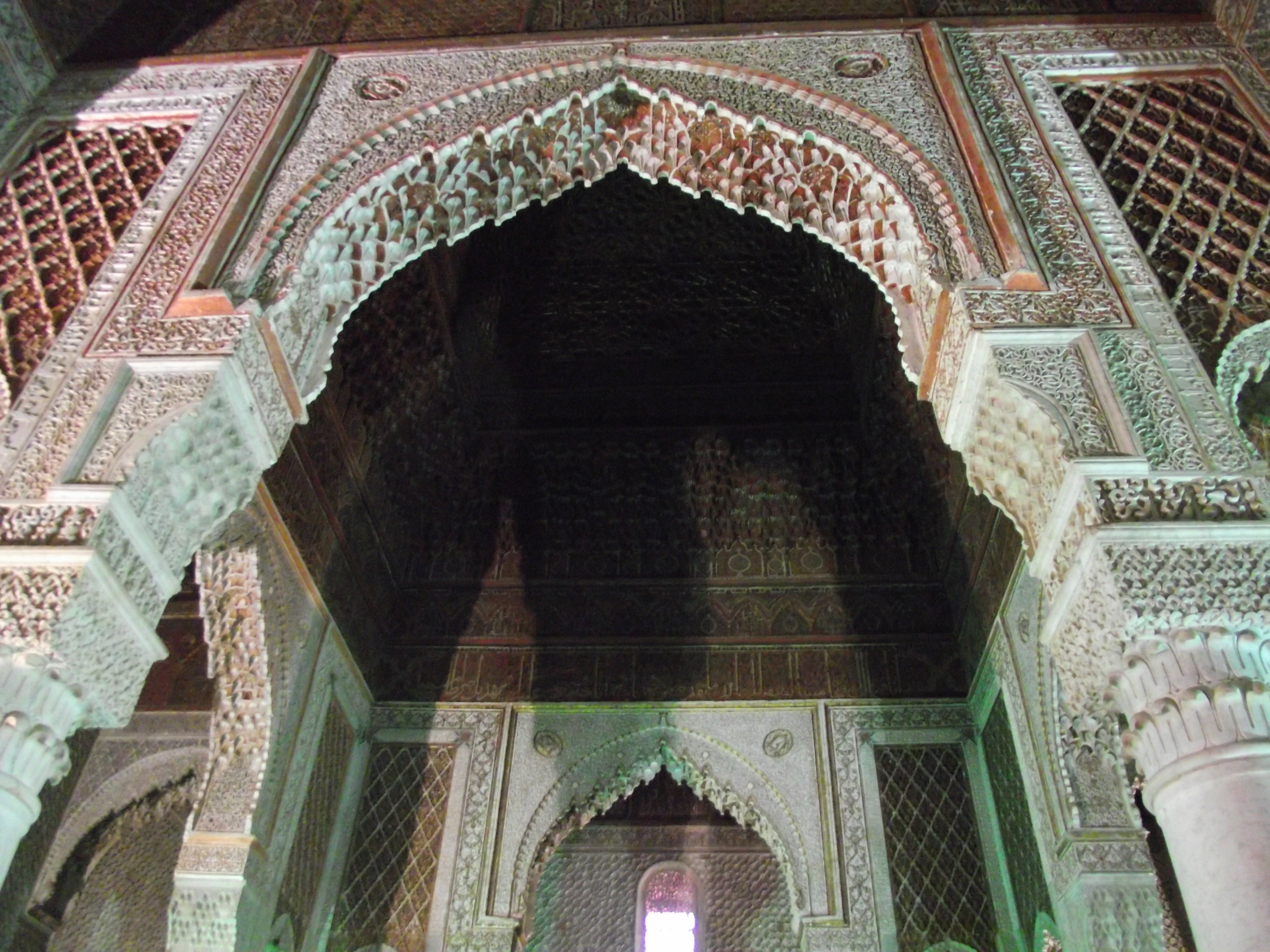
ضريح السعديين

### المتاحف
- متحف دار السي سعيد
- متحف دار الباشا
- متحف مراكش

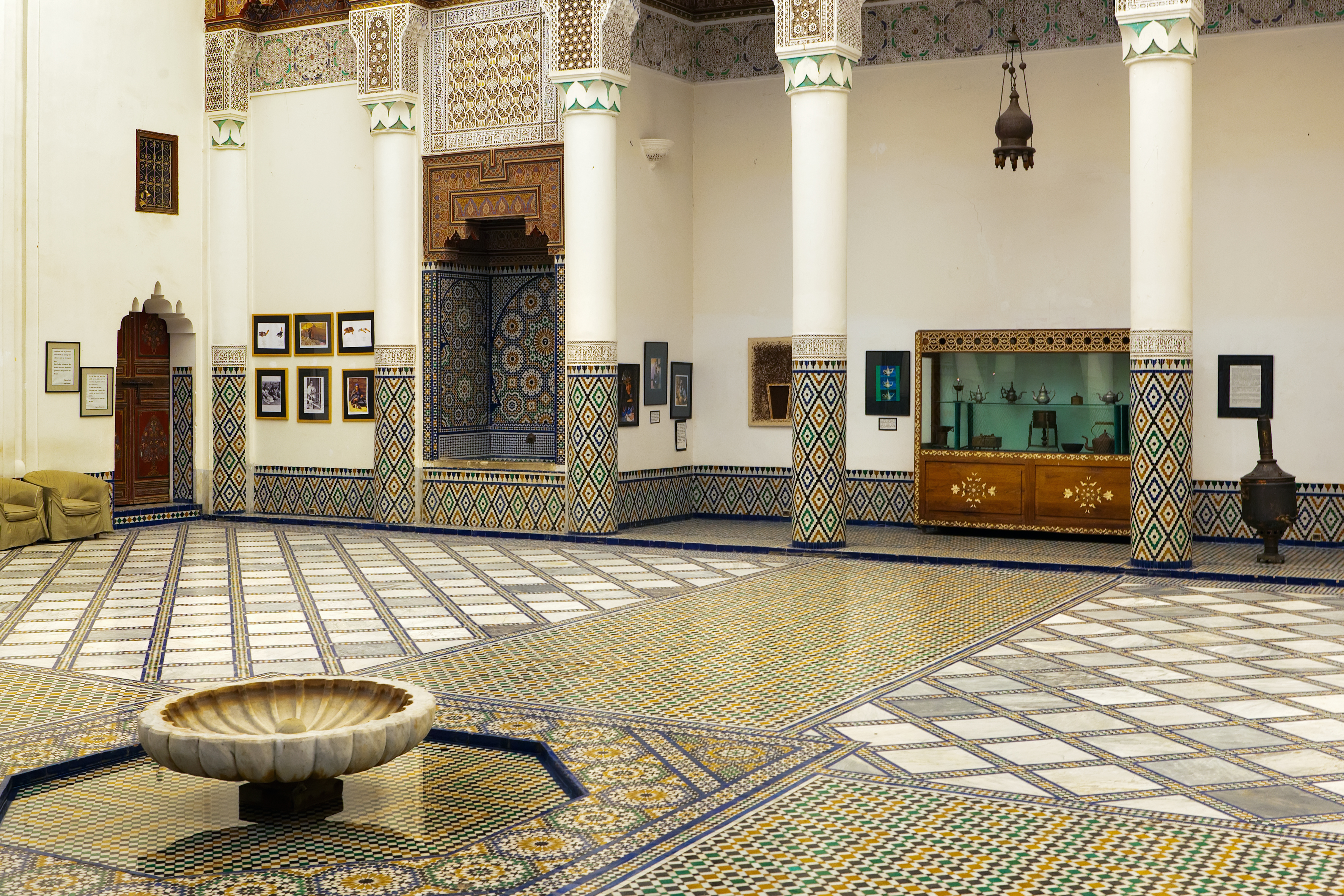
متحف دار السي سعيد.

- متحف محمد السادس لحضارة الماء: تم تدشينه في 5 يناير 2017 من طرف ولي العهد الأمير مولاي الحسن، المتحف يمتد على مساحة 20 ألف متر مربع بغلاف مالي اجمالي يصل إلى 163 مليون درهم. ويعتبر أول متحف متخصص في تاريخ وحضارة الماء بالمغرب

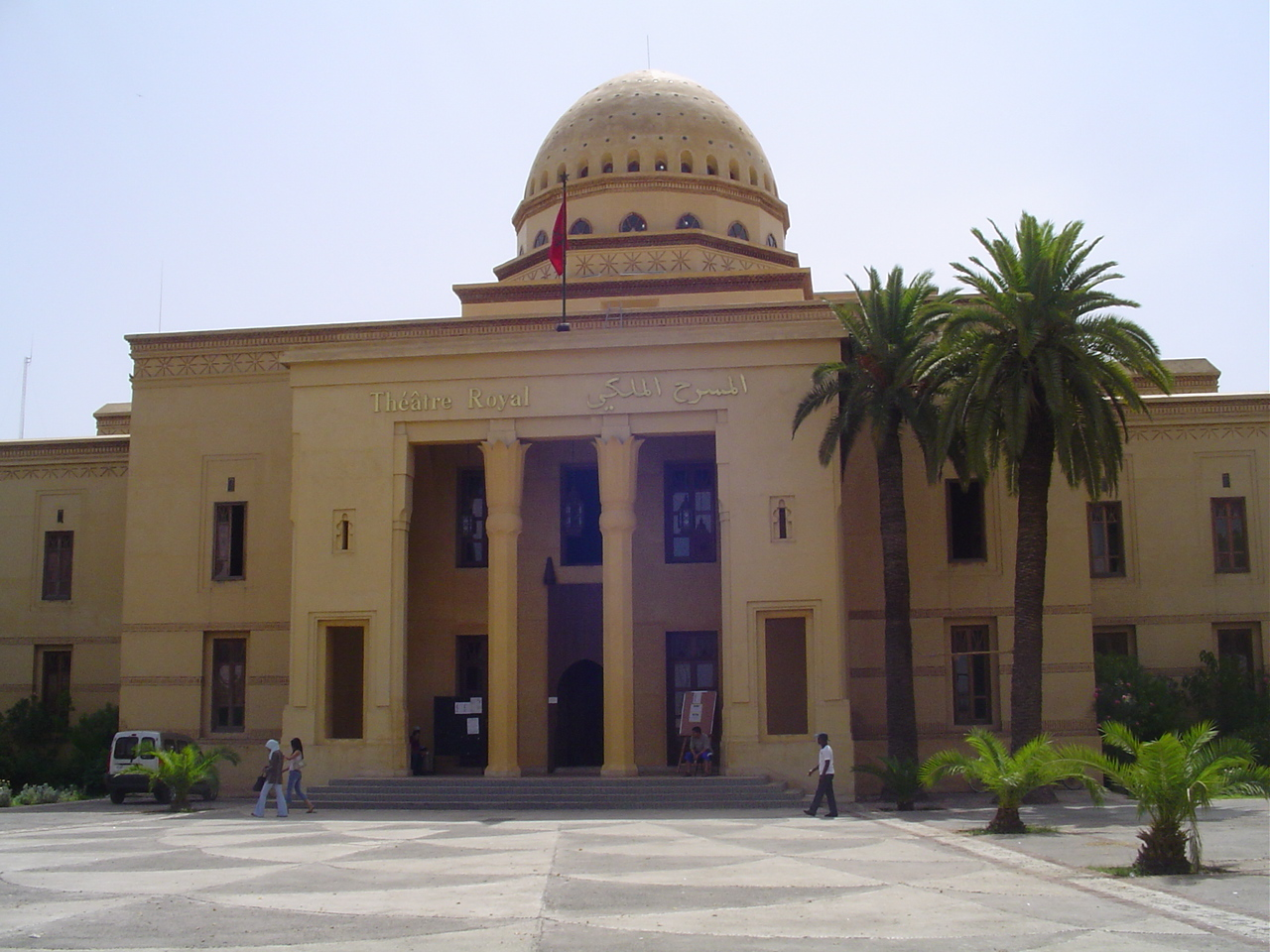
المسرح الملكي.

### المسارح
يوجد بالمدينة مسرح وحيد ألا وهو المسرح الملكي.

### الحمامات
بلغ عدد الحمامات في مراكش 124 حمامًا نسبيا أو أكثر.

### نهر واد أسيل
وقد بنيت على هذا النهر 4 قناطر لمرور الراجلين.

### الأضرحة

#### قبور السعديين
تقع قبور السعديين بحي القصبة. انطلقت أشغال بنائها مع نهاية القرن 16 وبداية القرن 17 بتشييد قبة دفن بها أفراد العائلة الملكية السعدية خاصة لالة مسعودة، أم السلطان أحمد المنصور، وأبوه وأخوه. وقد شكلت هذه القبة النواة الأولى للمركب الذي تم توسيعه وزخرفته من طرف السلطانين عبد الله الغالب وأحمد المنصور الذهبي.
يتشكل الضريح من جناحين : يضم الأول مجموعة من الفضاءات التي تم بناؤها من طرف أحمد المنصور حيث دفن بها، وهي مكونة من ثلاث قاعات :
قاعة المحراب : وهي عبارة عن مسجد صغير مشكل من ثلاث أروقة ترتكز على أعمدة من الرخام. هذا المسجد يتوفر على محراب جميل ومزخرف بالمقرنصات.
قاعة الإثنا عشرة عمودا : دفن بها جثمان السلطان أحمد المنصور والسلاطين الثلاثة الذين تعاقبوا على الحكم من بعده. زينت هذه القبة بمزيج من الجبص والخشب المنقوشين والزليج والرخام، جسدت هذه الكتابات من خلال عناصر نباتية هندسية.
قاعة الكوات الثلاث : وهي مكسوة بزخارف أجمل من سابقاتها، وقد استعملت فيها نفس مواد وتقنيات الزخرفة التي تميز باقي الفضاءات.
سقاية المواسين
تنتمي سقاية المواسين إلى مجمع يحمل اللإسم نفسه، يتكون هذا الأخير بالإضافة إلى هذه السقاية من مسجد، حمام، خزانة ومدرسة قرآنية. تم تشييد هذا المركب بأمر من السلطان السعدي عبد الله الغالب ما بين 1562-1563 . تقع سقاية المواسين شمال قاعة الوضوء التابعة للمسجد، لها تصميم مستطيل، تحتوي على ثلاثة مداخل وثلاثة أحواض ماء وسقاية، اعتمد تصميمها نموذج سقاية علي بن يوسف المرابطي.

#### أضرحة الرجال السبعة
هي أضرحة للرجال السبعة الذين اشتهروا بالتقوى والإيمان، وأبرزها هو ضريح الـسيدي بالعباس.

### المساجد
عدد مساجد مراكش 244 مسجدا أهمها :

#### جامع الكتبية

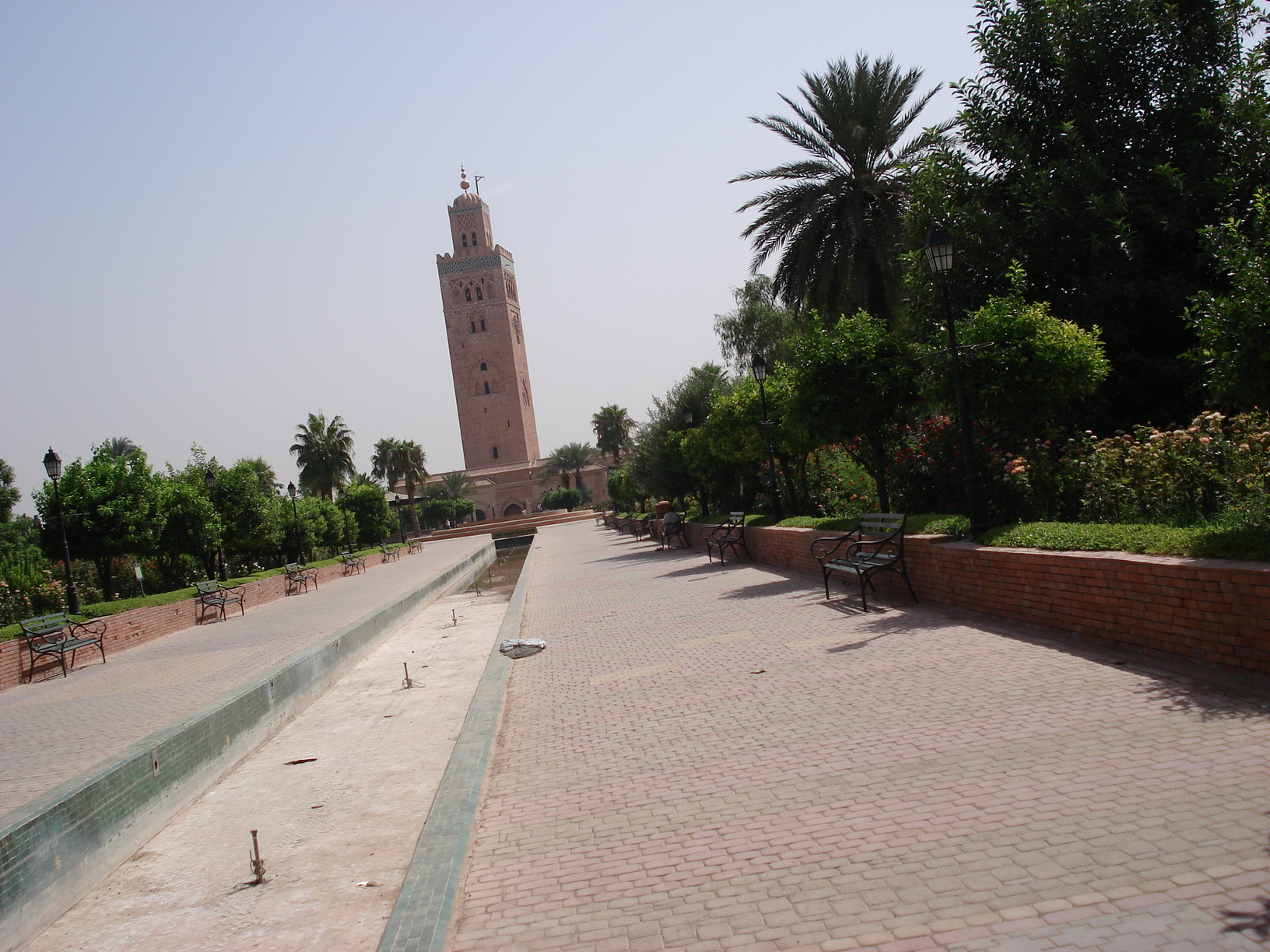
يحيط متنزه متسع بجامع الكتبية.

يتوسط جامع الكتبية مدينة مراكش، بالقرب من ساحة جامع الفنا. وتسمية المسجد مشتقة من «الكتبيين»، وهو اسم سوق لبيع الكتب يعتقد أنه كان بمقربة من المساجد.
أمر ببناء جامع الكتبية الأول من الخليفة عبد المؤمن بن علي الكومي سنة 1147م على أنقاض قصر الحجر المرابطي الذي كشفت التنقيبات الأثرية على بناياته ومكوناته المعمارية.
أما المسجد الثاني فقد تم بنائه في سنة 1158م، وهو يشبه من حيث الحجم البناية الأولى، وينتظم في قاعة للصلاة مستطيلة الشكل تضم سبعة عشر رواقا موجهة بشكل عمودي نحو القبلة، تحملها أعمدة وأقواس متناسقة وتيجان فريدة تذكر بتلك التي نجدها بجامع القرويين بفاس. ويشكل التقاء رواق القبلة بقببه الخمسة والرواق المحوري تصميما وفيا لخاصيات العمارة الدينية الموحدية التي كان لها بالغ التأثير في مختلف أرجاء الغرب الإسلامي.

#### مساجد أخرى
- مسجد المنصور الموحدي
- مسجد الشيخ سيدى محمد صالح
- مسجد حارة الصورة
- مسجد الشيخ الجزولي
- مسجد مولاي اليزيد (مسجد القصبة)
- مسجد محمدو

## الأطعمة
خصائص الطهي في المدينة غنية ومتبلة بشدة ولكنها ليست ساخنة، وذلك باستخدام مختلف البهارات من راس الحانوت، وهو مزيج من عشرات التوابل التي تشمل التابل والكروياء والزنجبيل والقرفة والفلفل الأسود والكركم وشوش ورد  من مميزات المدينة ورمز المطبخ الخاص بها طنجية المراكشية وطاجين محلي مُعد بلحوم البقر والتوابل و«سمن» وطهيها ببطء حيت يُطهى الطاجين على نار خفيفة جدًا أما الطنجية فتطهى في فرن تقليدي بدفنها داخل الرماد الساخن . يمكن تحضير الطاجين مع الدجاج أو لحم الضأن أو لحم البقر أو السمك، وإضافة الفواكه الجافة والزيتون والليمون المخلل (الحامض المصير) والخضروات والتوابل، بما في ذلك الكمون والفلفل والزعفران والكركم وراس الحانوت. تعدُّ الوجبة في وعاء طاجين وتطهى ببطء بالبخار. نسخة أخرى من الطاجين تشمل الخضروات والحمص المبتل . يمكن أيضًا تغطية الطاجين بالسمن المغربي «سمن» الذي له نكهة تشبه الجبن الأزرق .
القَمرون والدجاج والبريوات المملوء بالليمون هي من المأكولات التقليدية التي تتخصص بها مراكش. يُطهى الأرز مع الزعفران والزبيب والبهرات واللوز، في حين أن الكسكس تضاف له الخضروات. البسطيلة هي فطيرة ملفوفة محشوة بالدجاج المفروم أو الحمام الذي تم إعداده باللوز والقرفة والتوابل والسكر . حساء الحرية في مراكش يشمل عادة لحم الضأن مع مزيج من الحمص والعدس والفيرميكيلي ومعجون الطماطم، محنك مع الكزبرة والتوابل والبقدونس. أما الكفتة (لحم المفروم) والكبد في كريبينيت ومرقاز والبابوش والكرشة تُباع عادةً في أكشاك جامع الفنا .
تشمل الحلويات في مراكش الشباكية (كعك البهارات والسمسم الذي يتم إعداده وتقديمه عادةً خلال شهر رمضان)، أو تارت من عجينة الفيلو بالفواكه المجففة، أو تشيز كيك بالتمر.
وتُمارس ثقافة الشاي المغربي في مراكش؛ يقديم الشاي الأخضر مع النعناع والسكر من إبريق للشاي المنحني صنبور في أكواب صغيرة . مشروب آخر غير كحولي شائع هو عصير البرتقال . كان استهلاك الكحول شائعًا في عهد المرابطين . تاريخيًا، كان مئات اليهود ينتجون ويبيعون الكحول في المدينة . في الوقت الحاضر، يُباع الكحول في بعض الحانات والمطاعم في الفنادق .

## التعليم
يوجد في مراكش العديد من الجامعات والمدارس، بما في ذلك جامعة القاضي عياض (المعروفة أيضًا باسم جامعة مراكش)، ومن معاهدها، المدرسة الوطنية للعلوم التطبيقية في مراكش (ENSA Marrakech)، التي تأسست في عام 2000 من قبل وزارة التعليم العالي ومتخصص في البحث الهندسي والعلمي، وكلية العلوم والتقنيات - كليز التي تشتهر بأنها الأولى في المغرب من حيث كلياتها . تأسست جامعة القاضي عياض في عام 1978 وتدير 13 مؤسسة في المنطقتي مراكش تانسيفت الحوز ودكالة عبدة في المغرب في أربع مدن رئيسية، بما في ذلك قلعة السراغنة، الصويرة وآسفي بالإضافة إلى مراكش. سوب دي كو مراكش، والمعروفة أيضًا باسم المدرسة العليا للتجارة في مراكش، هي كلية خاصة أسسها أحمد بنيس في عام 1987. المدرسة تابعة للمدرسة العليا للتجارة في تولوز، فرنسا؛ منذ عام 1995 قامت المدرسة ببناء برامج شراكة مع العديد من الجامعات الأمريكية بما في ذلك جامعة ديلاوير، وجامعة سانت توماس، وجامعة ولاية أوكلاهوما، وجامعة لويس الوطنية، وجامعة تيمبل.

### مدرسة ابن يوسف

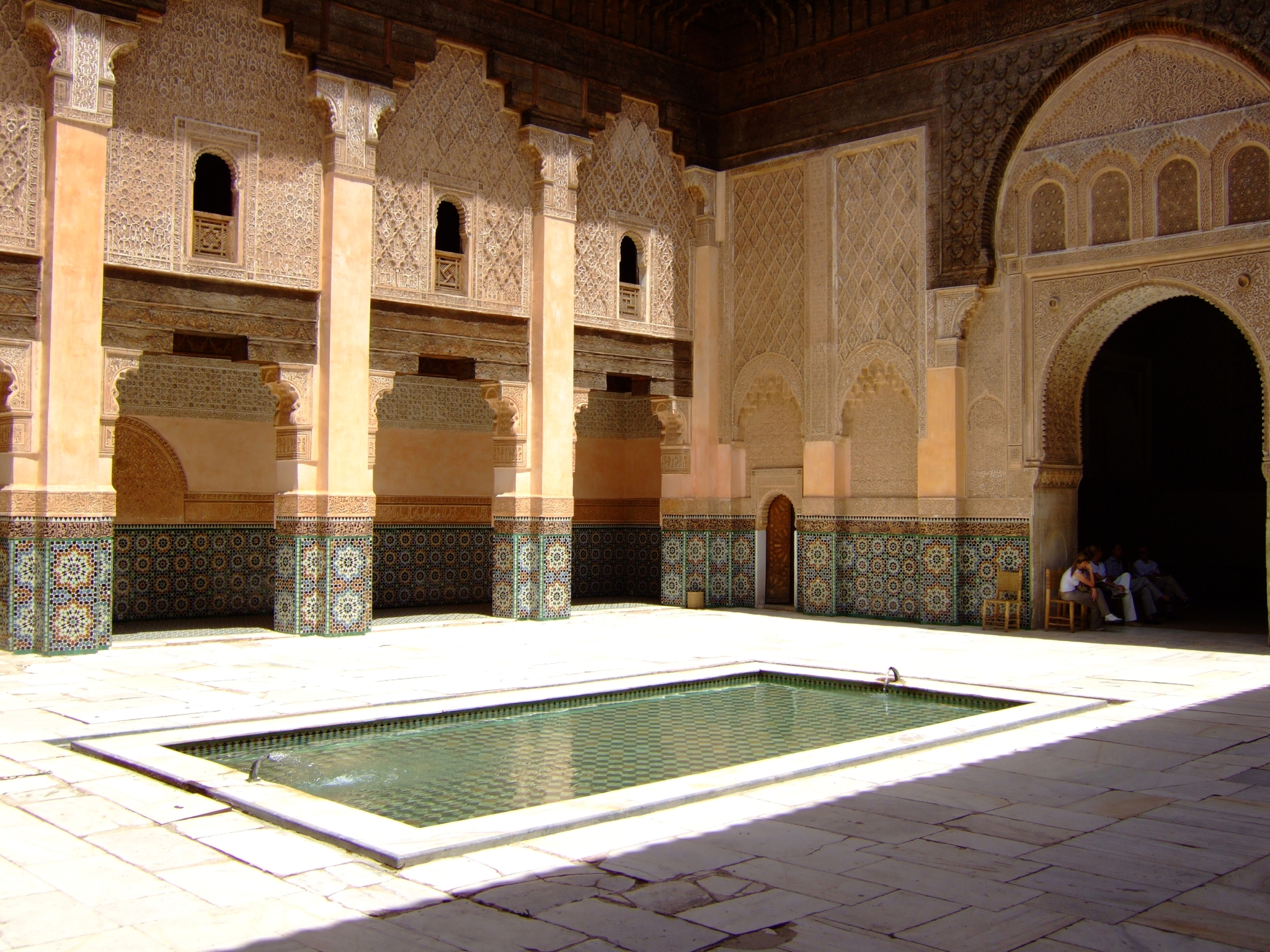
البهو الداخلي لمدرسة ابن يوسف أشهر مدارس مراكش.

تؤكد المصادر التاريخية أن النواة الأولى لهذه المدرسة تعود للفترة المرينية. وقد أعاد السلطان السعدي عبد الله الغالب بناءها بين سنتي 1564-1565. وتعتبر بحق من روائع المدارس المغربية.
تحظى مدرسة بن يوسف بأهمية بالغة، نظرا لموقعها بساحة ابن يوسف، التي تحمل دلالة تاريخية كبيرة، فضلا عن كونها النواة الأصلية لمدينة مراكش.
لقد أعاد السعديون الحياة لهذا الحي ببنائهم للمدرسة ذات الشكل المربع بمساحة إجمالية تبلغ حوالي 1680 مترا مربعا. وعلى امتداد أربعة قرون، كانت المؤسسة معقلا للعلماء ومقصدا للطلبة المتعطشين للمعرفة في مختلف العلوم، خاصة منها الدينية والفقهية. كما أنها تعكس روعة الفن السعدي.
بمدخل البناية، تسترعي انتباه الزائر قبة ذات مقرنصات مصنوعة من الجبس، تحمل نقيشتين. يتوسط المدرسة حوض وأروقة تعلوها غرف تتوزع على الطابق العلوي. أما قاعة الصلاة فهي مكونة من ثلاثة بلاطات عرضية يفصلها صفان من الأعمدة الرخامية. وتتوفر البلاطات الجانبية على خزانات خشبية، استعملت كمكتبات خاصة بطلبة المدرسة.

## الرياضة

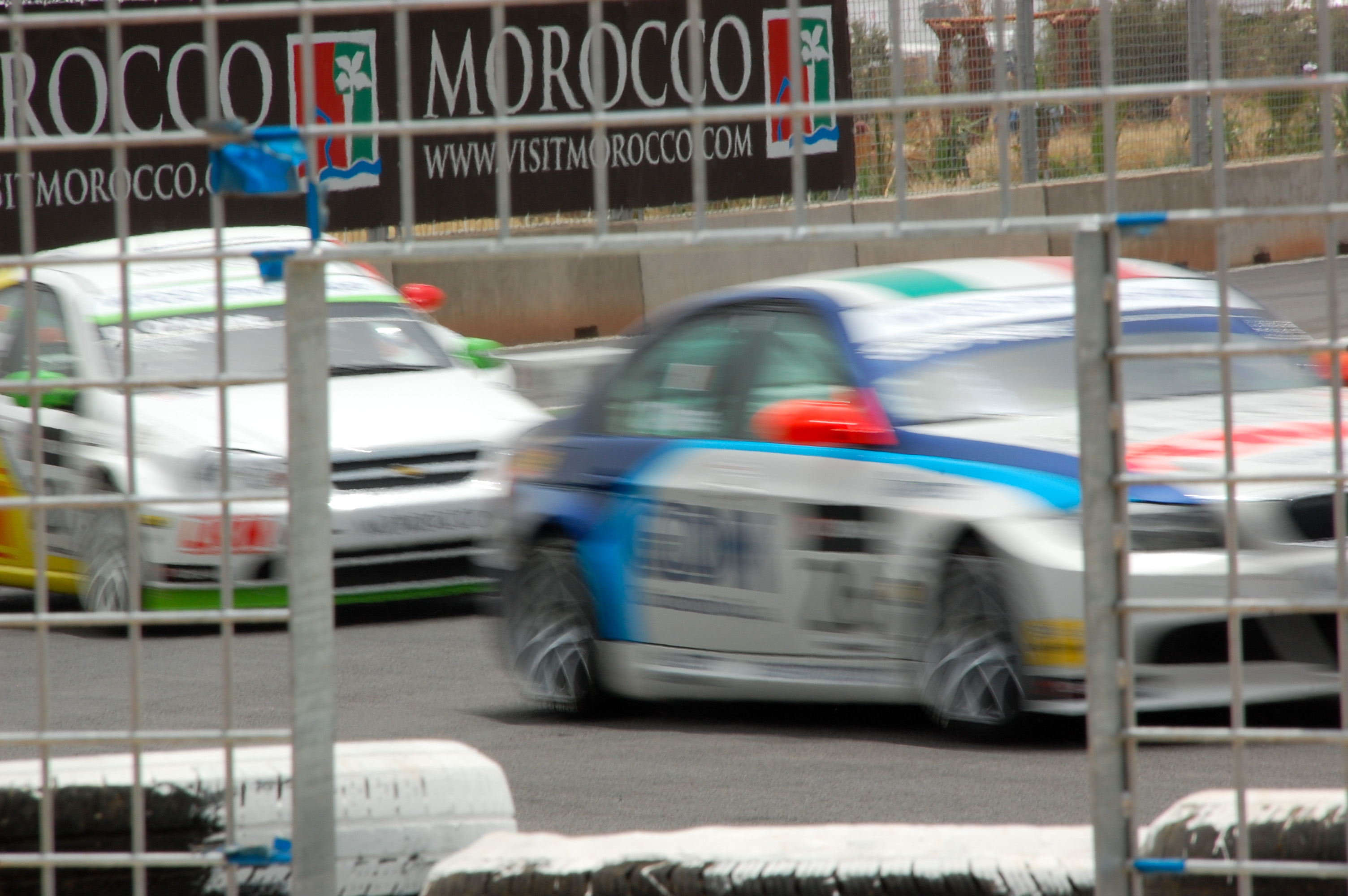
احتضنت مراكش بطولة العالم لسيارات السياحة سنة 2009م و2010م

مراكش هي موطن للعديد من فرق كرة القدم المغربية وهي:
- النجم المراكشي
- الكوكب المراكشي
- نادي المولودية المراكشي
- النادي الأولمبي المراكشي

كما تحتوي المدينة على حلبة مولاي حسن لسباقات السيارات التي تمتد بطول 4.624 كلم وتستضيف مراحل من بطولة العالم لسباقات السيارات السياحية، الفورميلا 2 وبطولة الأتو-جي-بي كما يقام ماراثون مراكش عليها.
وتعتبر رياضة الغولف أحد الرياضات الشعبية في المدينة حيث تحتوي على 3 ملاعب غولف .

## السياحة
تتميز مدينة مراكش بالعديد من الأماكن السياحية، حيث يوجد في المدينة الحمراء حدائق ساحرة ومواقع تاريخية تلهم الإعجاب بالإضافة لمجموعة متنوعة من الأسواق التقليدية أو الحديثة، مما يوفر للزوار تجربة تسوق فريدة. كما تتوفر المدينة على فنادق ورياضات ومسابح ومنتجعات سياحية يمكن للزوار الاستمتاع بمجموعة متنوعة من الأنشطة الترفيهية.
بفضل مناخها الشبه جاف، فإن أفضل أوقات الزيارة تكون في فصلي الربيع والخريف تمتد من مارس إلى مايو، ومن سبتمبر إلى نوفمبر، حيث يكون الجو مشمسًا مع درجات حرارة معتدلة تسمح باستكشاف المدينة ومعالمها. من ناحية أخرى، ينصح بتجنب زيارة المدينة الحمراء خلال منتصف فصل الصيف، حيث ترتفع درجات الحرارة إلى مستويات غير مريحة يمكن أن تؤثر سلبًا على صحة الزائر، كما يمكن أن يكون فصل الشتاء دافئًا وغير مزدحم، مع الإنتباه لتقلبات درجات الحرارة الكبيرة في الليل.
نظرا لما تزخر به من إرث حضاري كبير، أصبحت مدينة مراكش قبلة للسياحة العالمية ومقرا للمؤتمرات الدولية ذات المستوى الرفيع، لتحتل بذلك مكانة خاصة في المغرب الحديث.

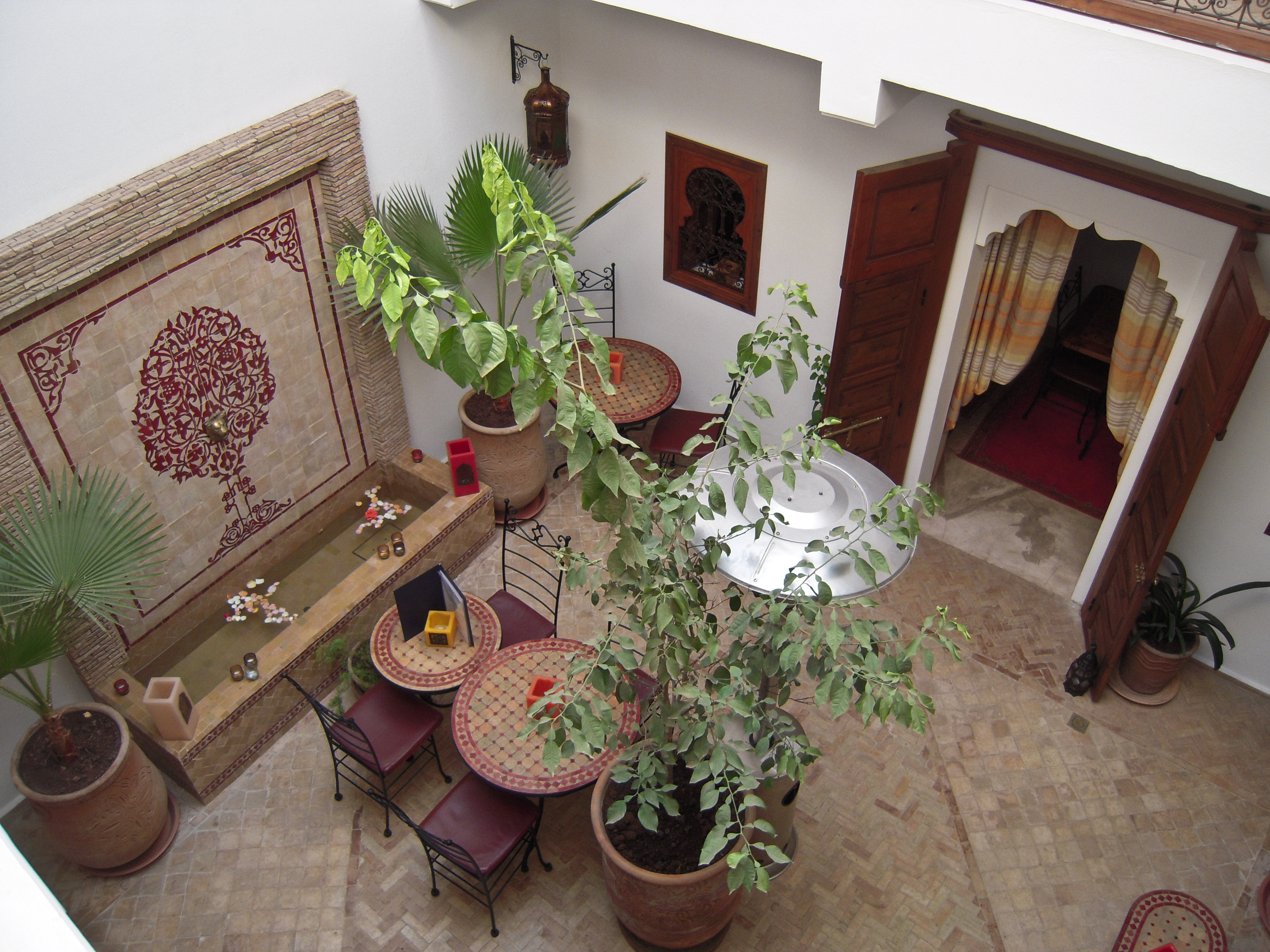
نزل رياض مراكش

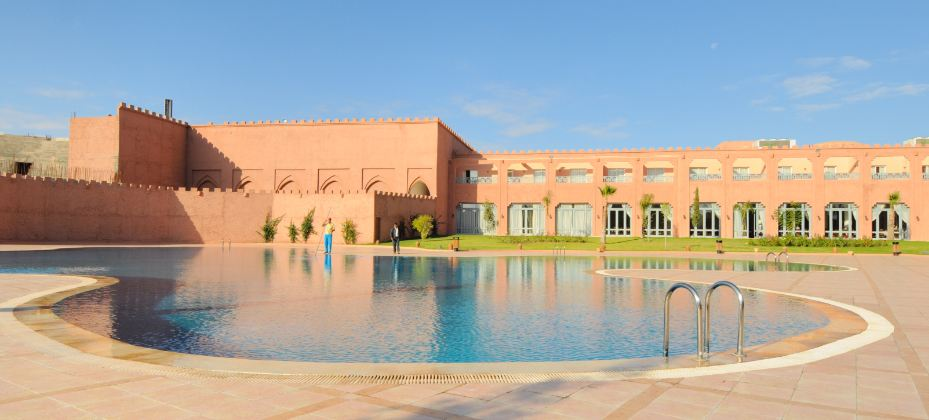
نزل رياض موكادور

فمراكش من كبرى الأقطاب السياحية في المغرب وتجتذب السياح الأوروبيين على وجه الخصوص. ومن كبرى الفعاليات التي تقام في المدينة:
- مهرجان الفنون في مراكش
- المهرجان الدولي للفيلم بمراكش

حجزت مدينة مراكش مكانها ضمن قائمة أفضل عشر مدن سياحية في إفريقيا والشرق الأوسط لعام 2025، بحسب تصنيف جديد نشرته مجلة «Travel + Leisure» الأمريكية، بناء على تقييمات قرائها الذين شاركوا تجاربهم السياحية في مختلف أنحاء العالم، قد احتلت مدينة مراكش المرتبة الرابعة.

## النقل والمواصلات

### النقل الطرقي
تتميز مراكش بكثرة استعمال الدراجات النارية، أما بخصوص النقل عبر الحافلات أو التنقل بالسيارات فالمدينة يصلها بالعاصمة الرباط إلى الشمال، وبمدينة أكادير إلى الجنوب طريق سيار الدار البيضاء - أكادير و بمدينة الصويرة غربا.

### النقل السككي
تتوفر مدينة مراكش على محطة قطار كبيرة وعصرية تربطها بمدينة الدار البيضاء و يتم حاليا دراسة ربط المدينة مع أكادير عبر القطار الفائق السرعة.

### النقل الجوي
مطار مراكش المنارة الدولي يعتبر ثاني أكبر مطار بالمملكة المغربية .

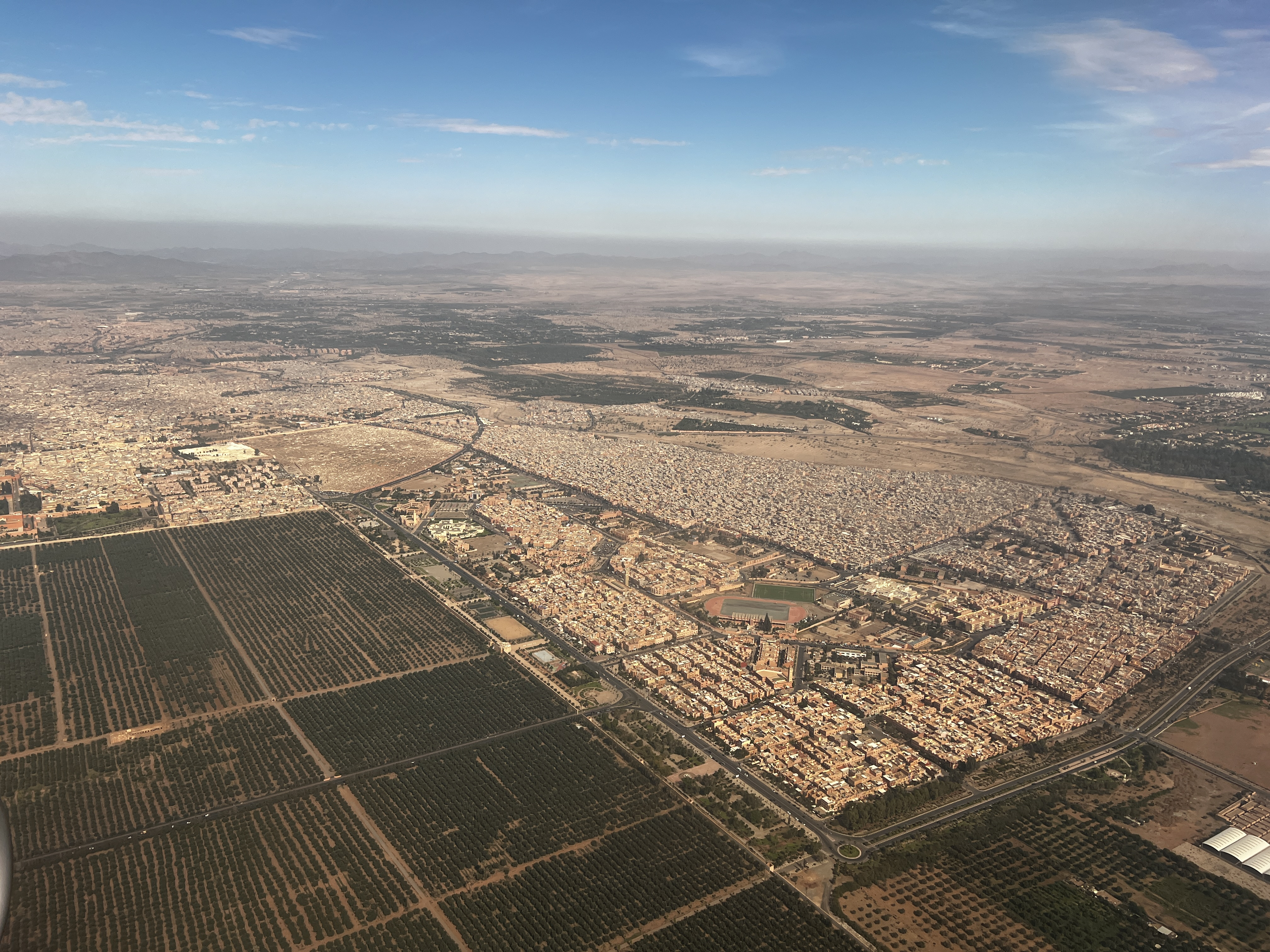
مراكش

## أعلام

### أدب و فكر
- جميلة أبيطار
- عبد الرحمن أمالو
- فاطمة المرنيسي
- ابن البناء المراكشي

#### تاريخ
- عبد العزيز بن الحسن
- يوسف المستنصر
- زينب بنت إسحاق النفزاوية
- إبراهيم بن تاشفين

## معرض الصور

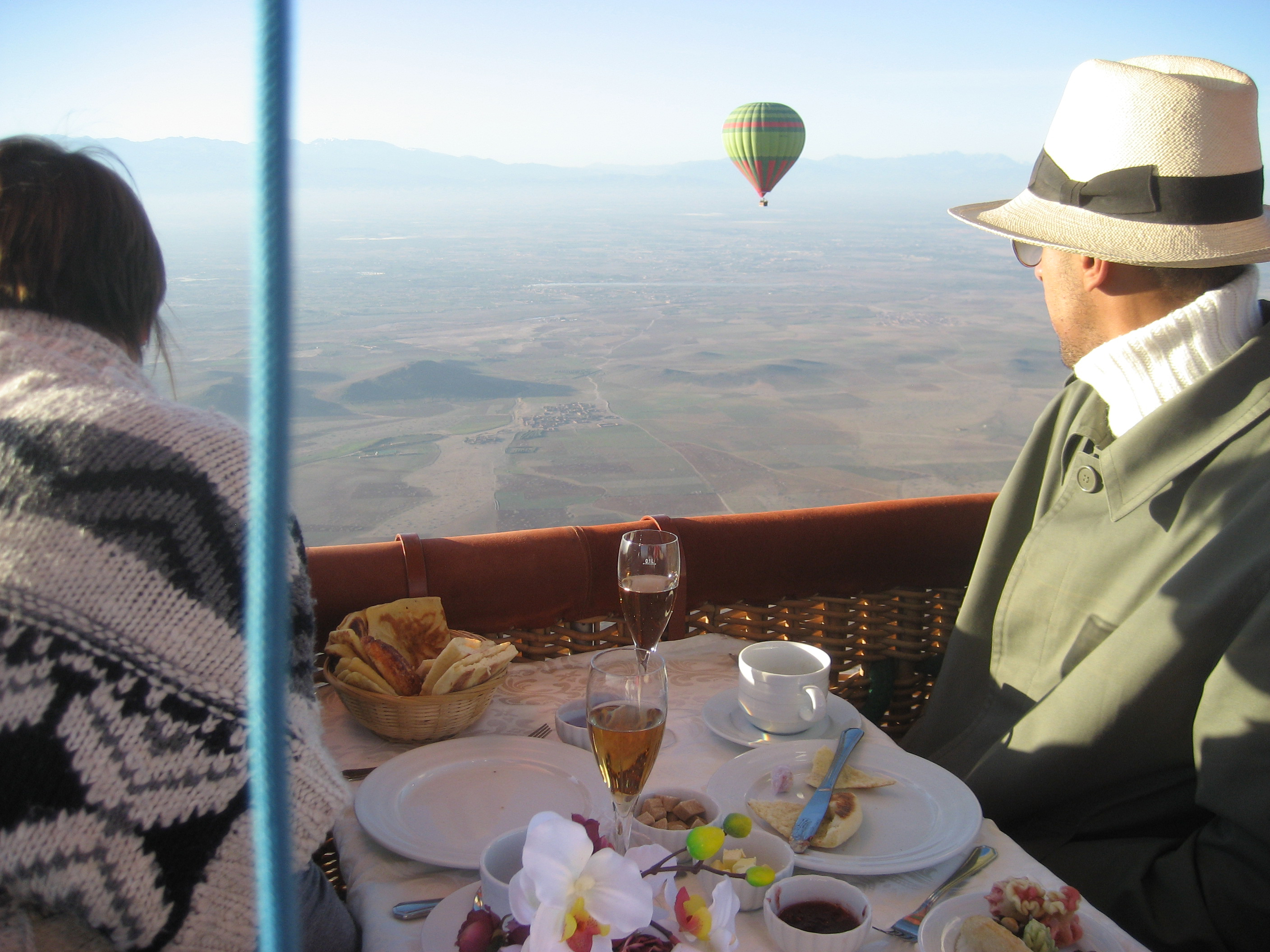
رحلات بالمنطاد
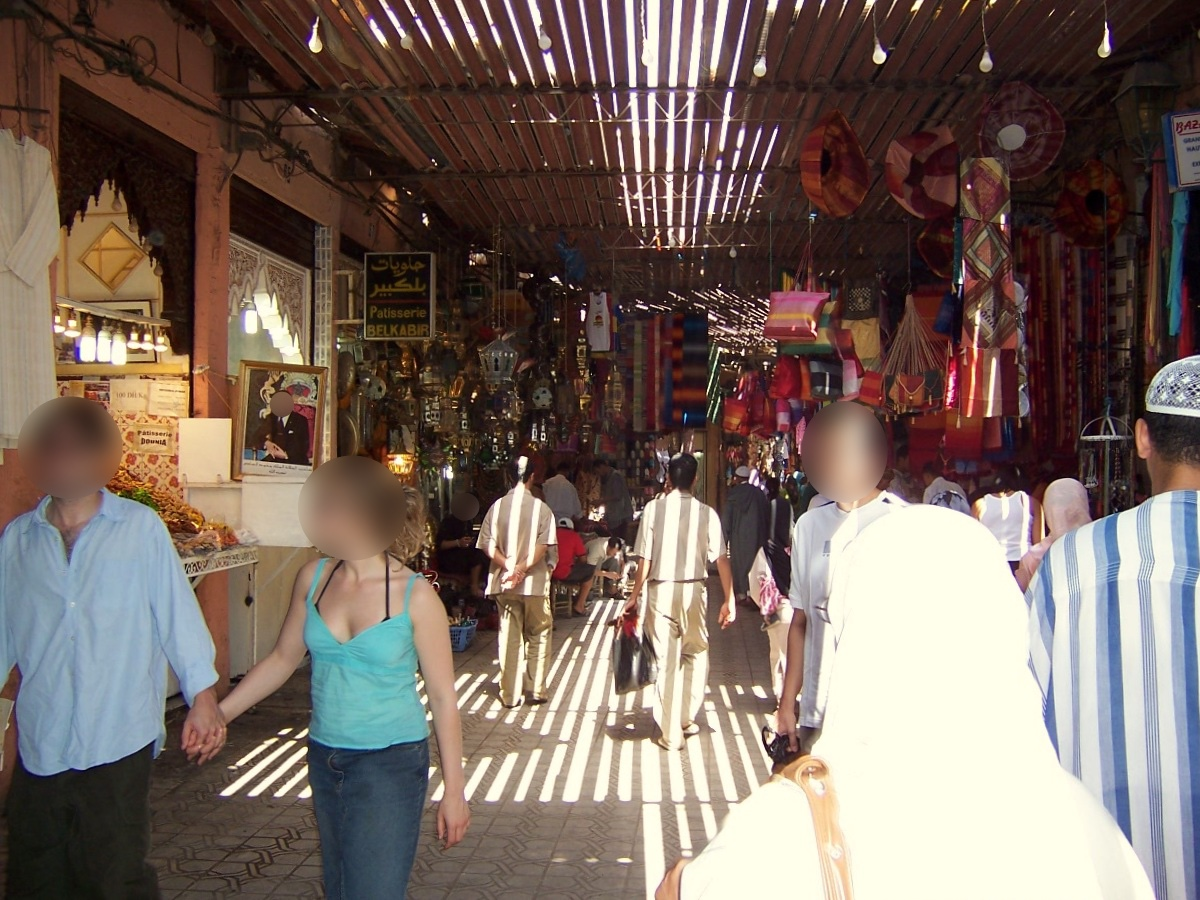
أسواق
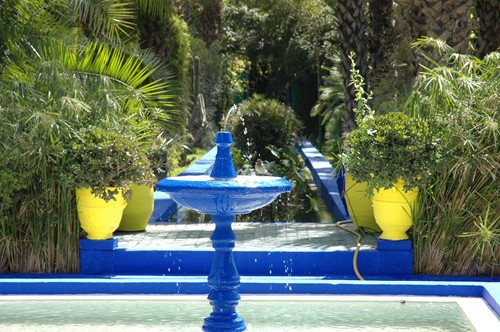
حدائق ماجوريل
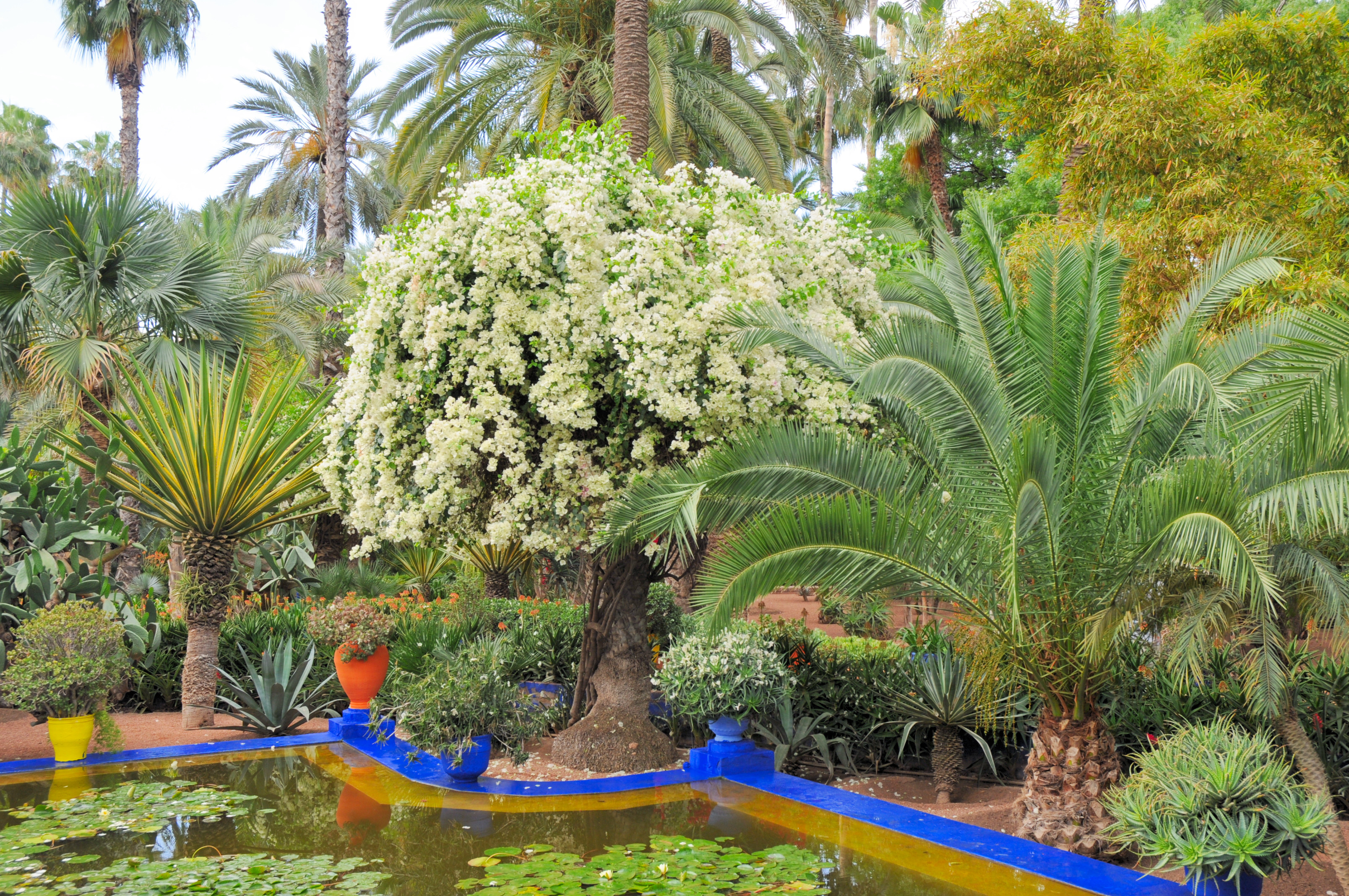
حدائق ماجوريل
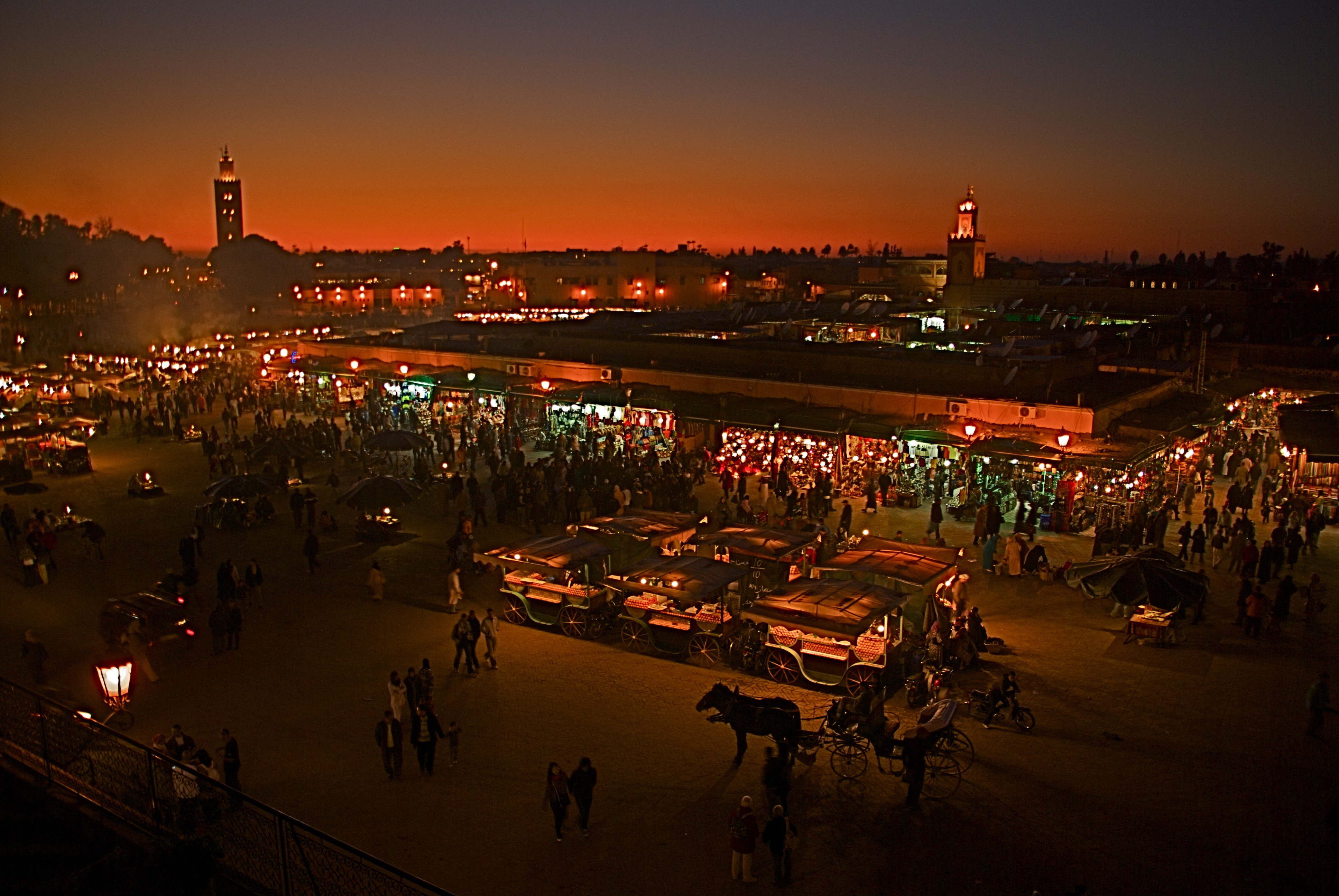
جامع الفنا
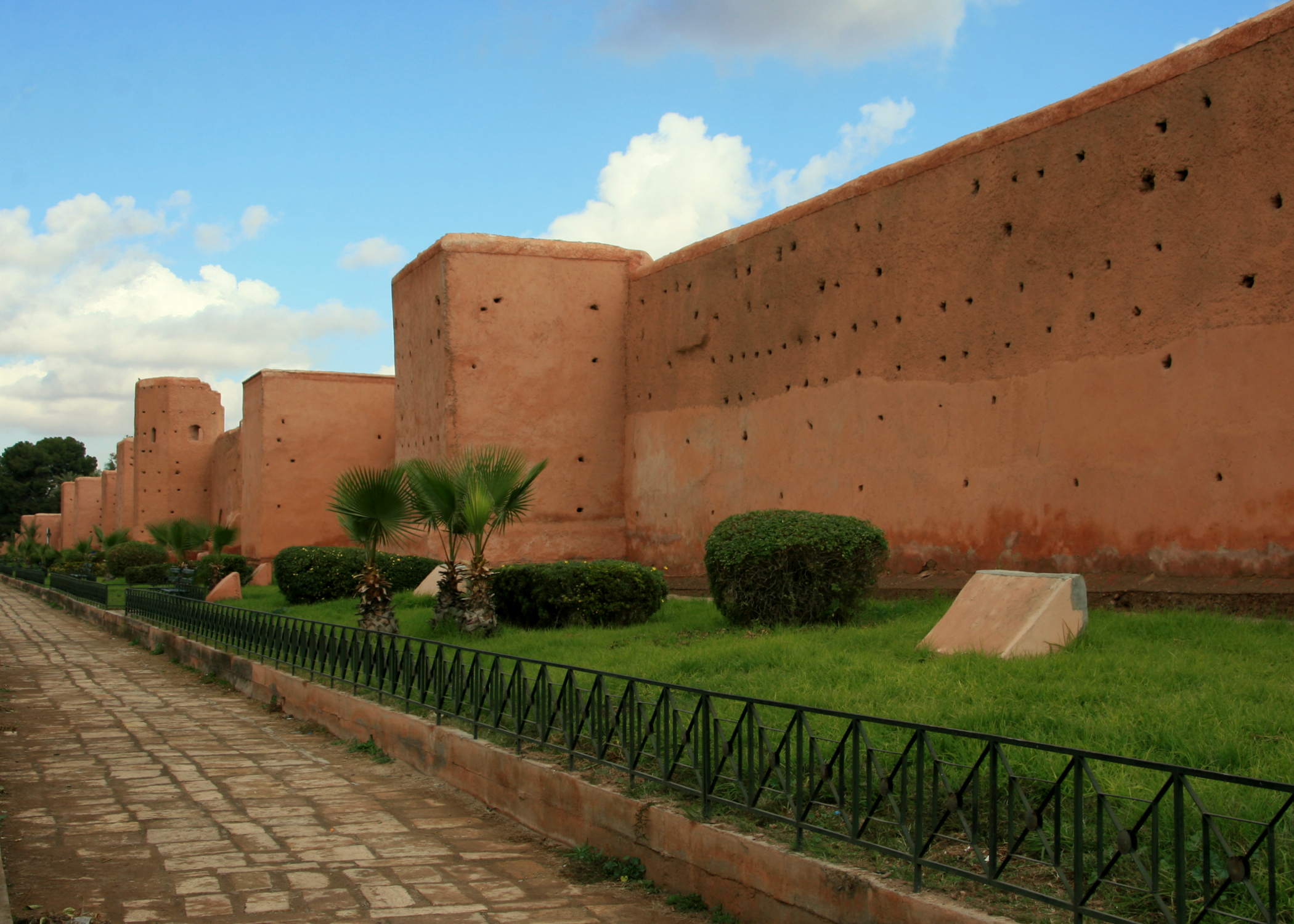
المدينة القديمة
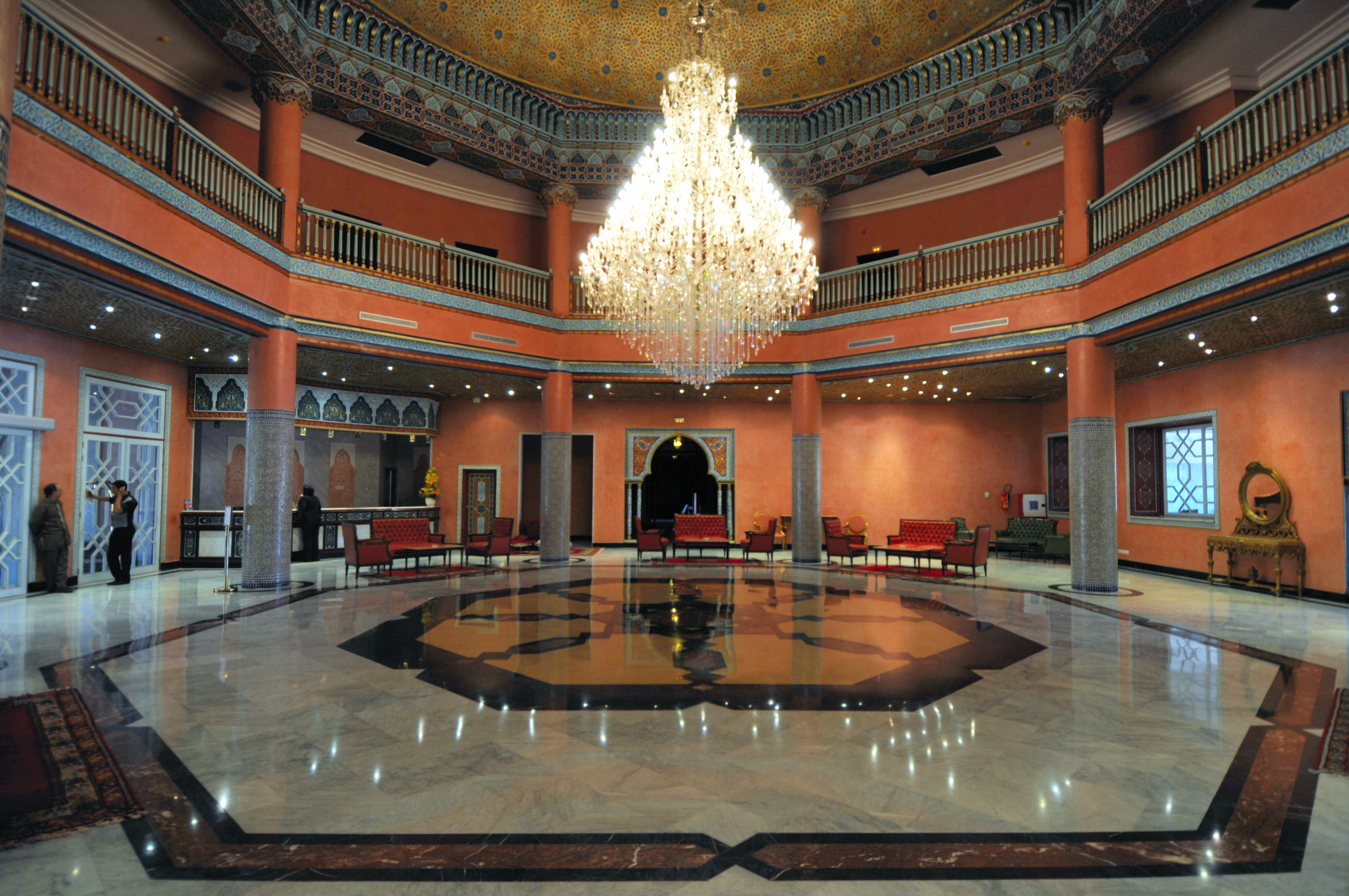
فندق مراكش الفخم
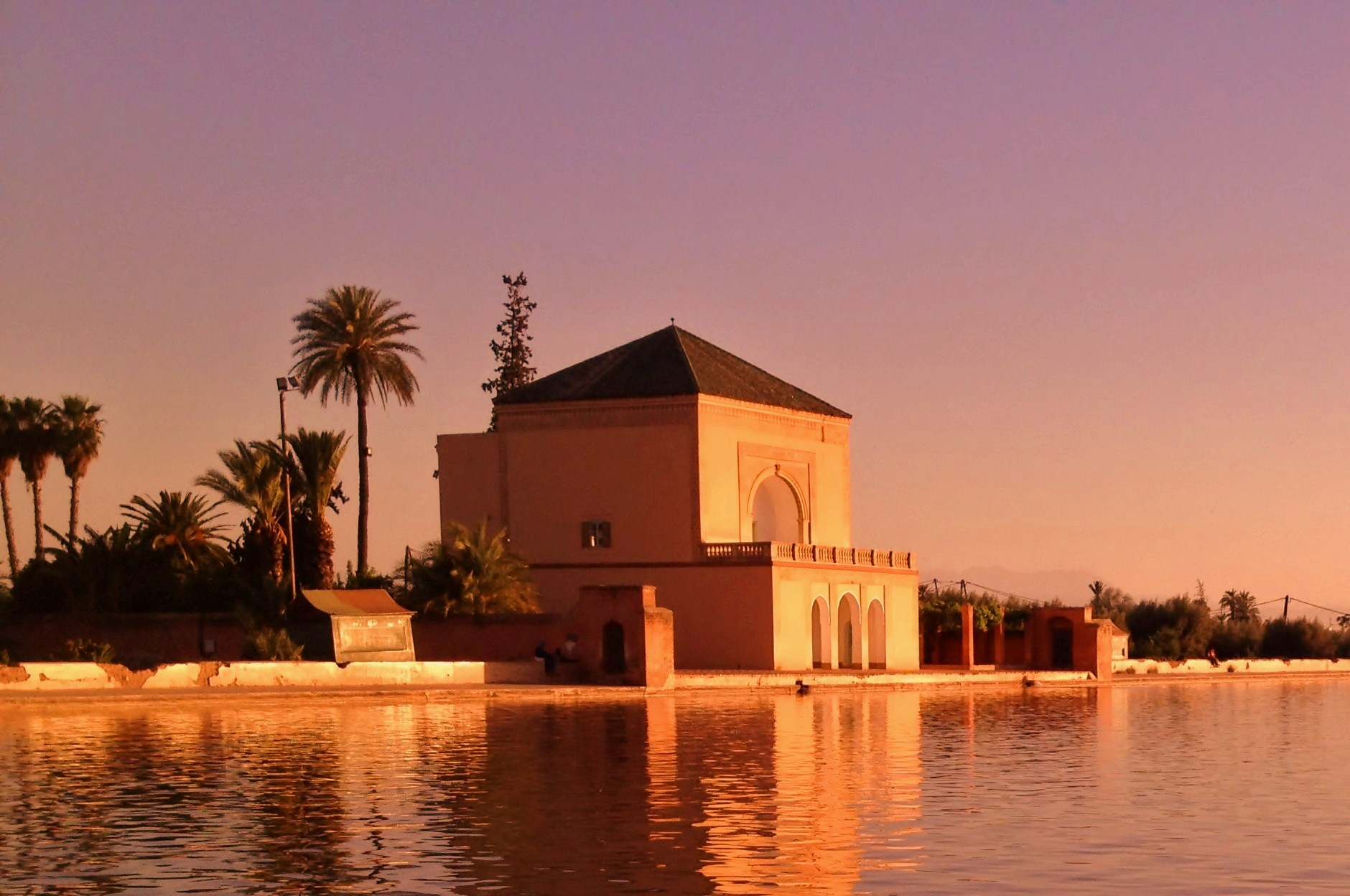
معلمة المنارة في وقت العشية
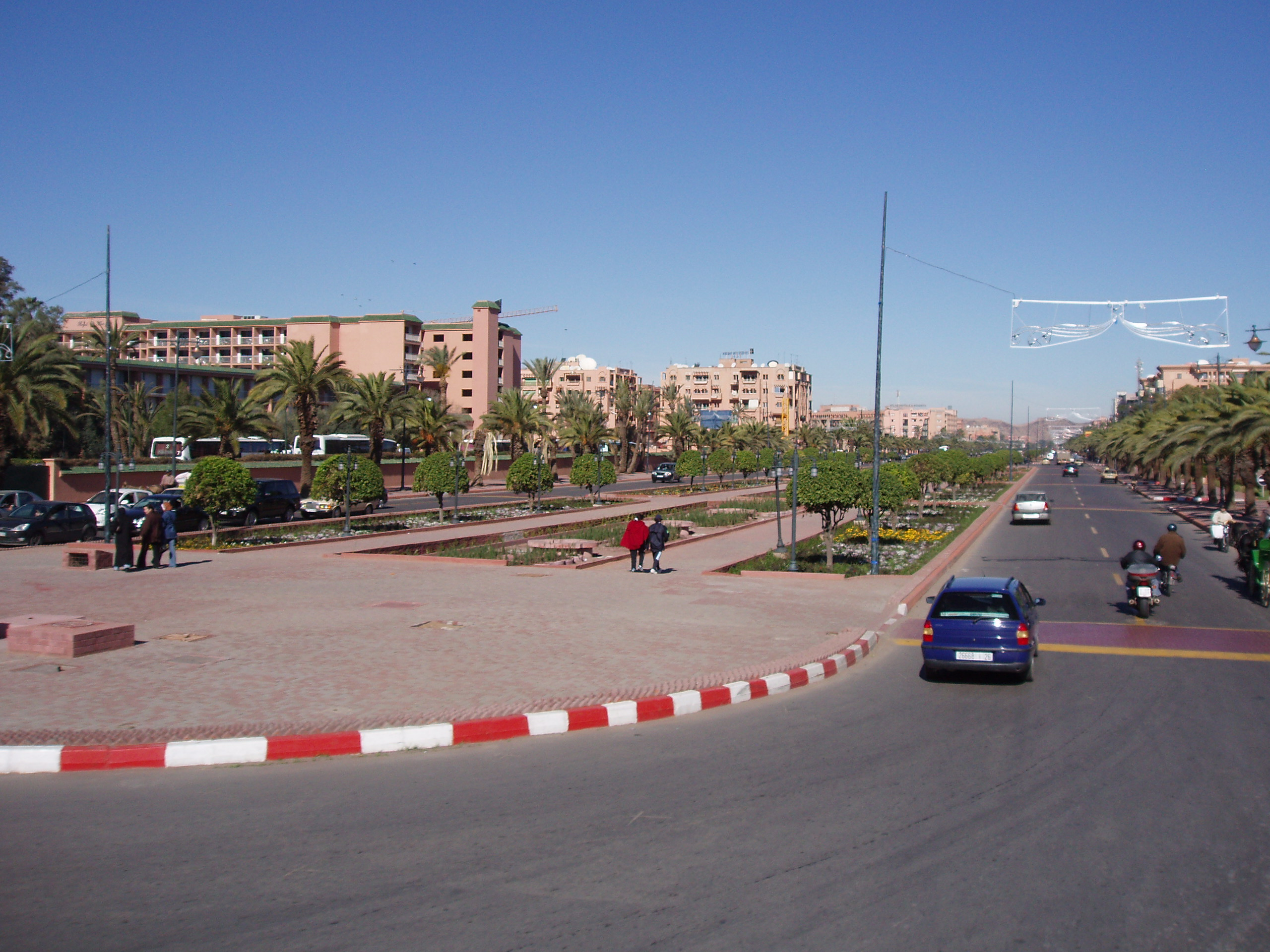
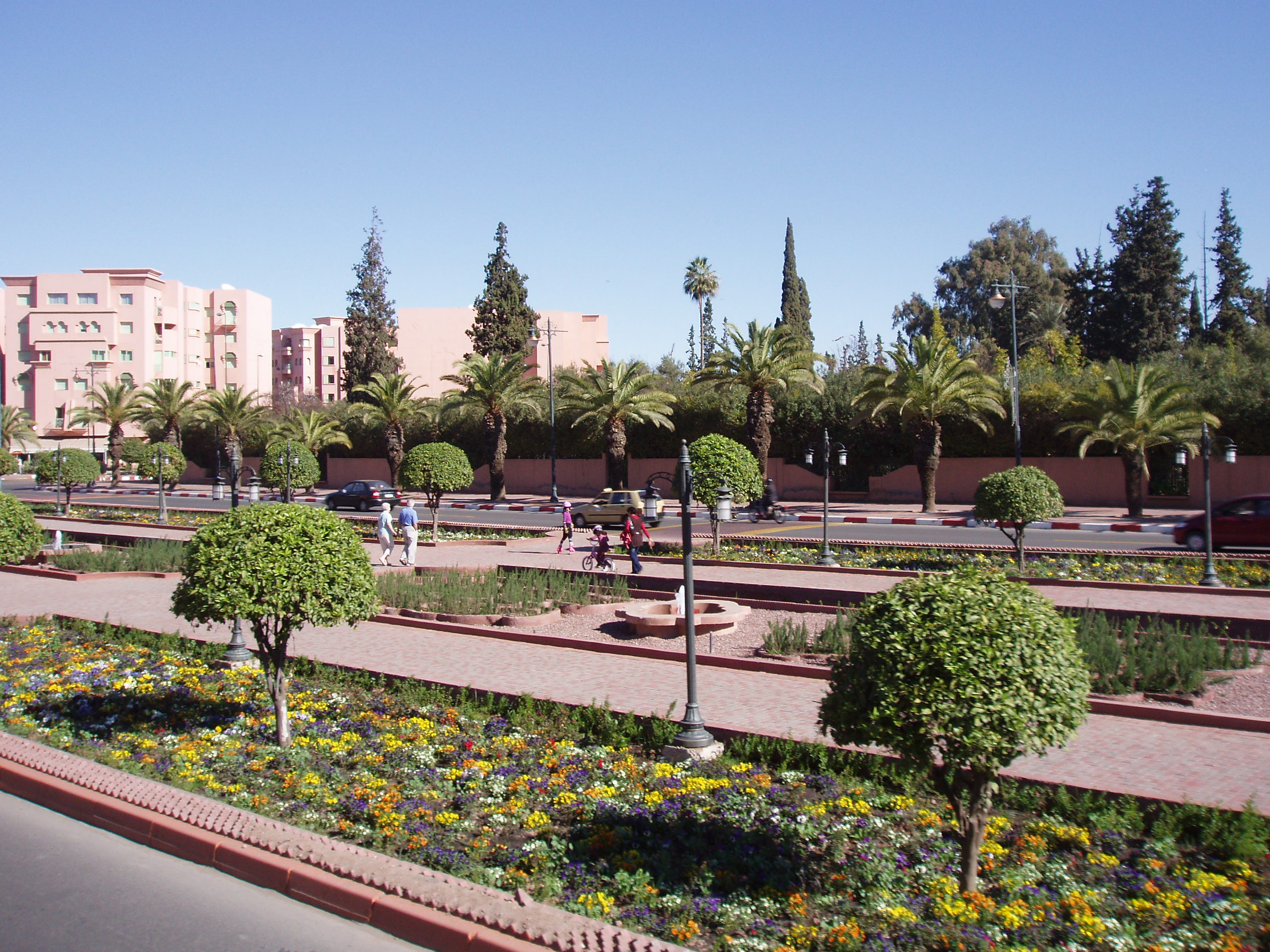
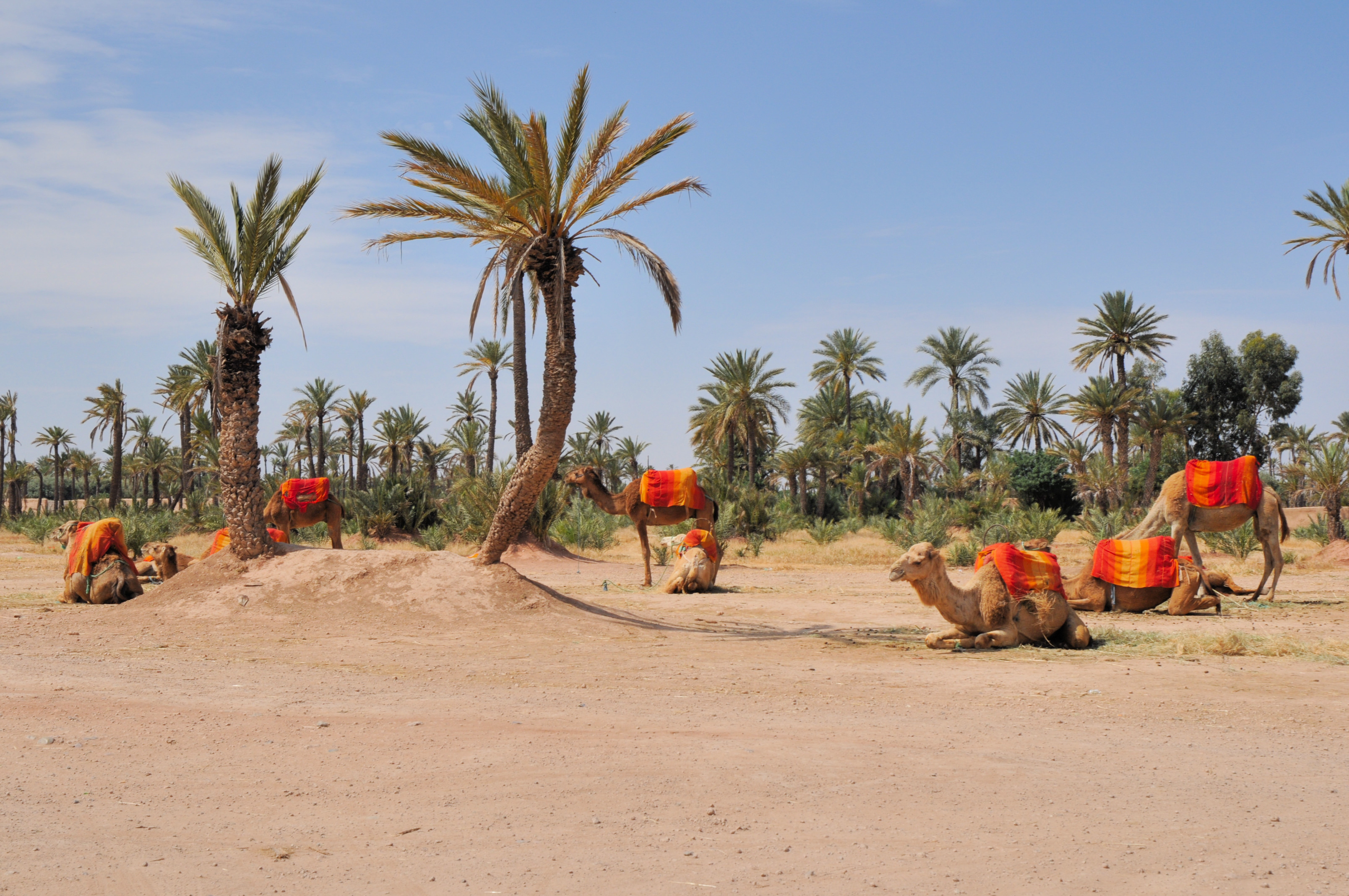
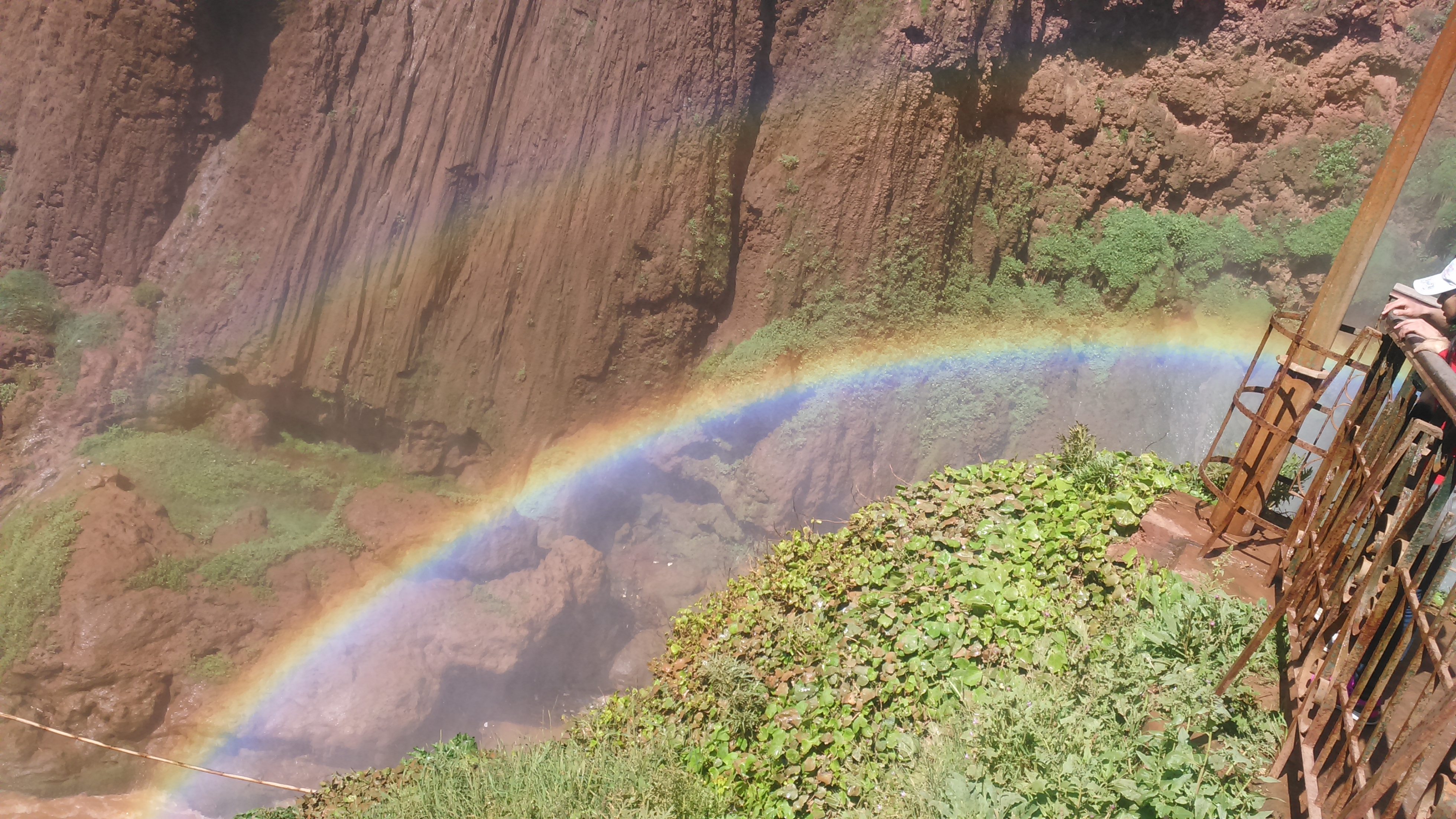

## التوأمة
- إسبانيا - غرناطة[98]
- مالي - تومبوكتو[99]
- فلسطين - القدس منذ 5 يوليو 2007 [100]
- فرنسا - مارسيليا منذ 30 أبريل 2010 [101]
- البحرين - المحرق منذ 2004 [102]

## وصلات خارجية
- مراكش على موقع الموسوعة البريطانية (الإنجليزية)